# Mini (Auto)

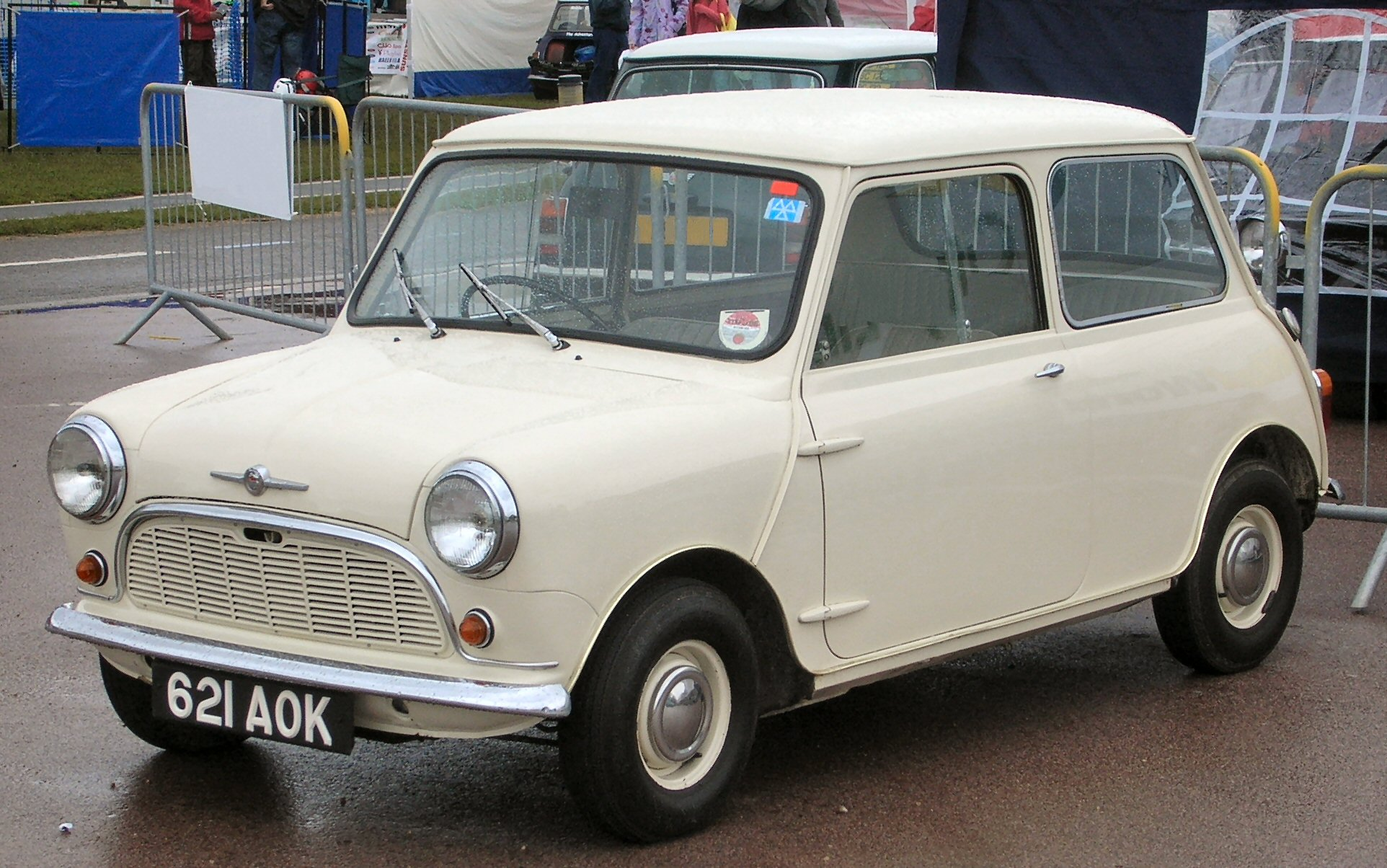
Erster Mini 1959

Mini ist die Bezeichnung eines Pkw-Modells, das ursprünglich von Sommer 1959 bis Herbst 2000 nach der Idee von Alec Issigonis gebaut wurde. Sein Frontantrieb und der quer eingebaute Vierzylindermotor in Verbindung mit der Kompaktkarosserie machten ihn zu einem Meilenstein in der Entwicklungsgeschichte des Automobils.
Hersteller des Mini war die British Motor Corporation (BMC), der Zusammenschluss der Austin Motor Company mit der Morris Motor Company, bzw. das durch weitere Zusammenschlüsse entstandene Nachfolgeunternehmen British Leyland und Rover. Zudem gab es Lizenzpartner, zum Beispiel Innocenti (Italien), Authi (Spanien), IMA (Portugal) und IMV (Jugoslawien). Der eigenwillige Entwurf wurde von BMC in den folgenden Jahren schrittweise bei größeren Modellen wie dem erfolgreichen BMC ADO 16 und ADO 17 aufgegriffen. Eine ähnliche Auslegung des Antriebs wandte Peugeot beim Peugeot 204 und einigen folgenden Modellen an.
Den Namen und stilistische Merkmale dieses Wagens tragen seit Frühjahr 2001 die Fahrzeuge der Marke Mini von BMW.

## Entwicklung
Der Mini hatte einen quer eingebauten Frontmotor (dabei griff man auf den bereits 1951 zunächst für den Austin A30 entwickelten „A-Motor“ zurück), unter dem das Getriebegehäuse angeflanscht war, das den Motor nach unten hin abschloss, das Getriebe wurde somit vom Motoröl geschmiert. Der Kühler wurde zwischen Motor und linkem Vorderrad eingebaut und anstelle von Stahlfedern wurde eine Gummifederung entwickelt. Mit kleinen Rädern (10 Zoll, 1959–1984) und den kurzen Karosserieüberhängen ließ sich die Fahrzeuglänge so auf nur wenig über drei Meter begrenzen, obwohl im Innenraum vier Erwachsene Platz hatten.
Anstoß für die Entwicklung des kleinen und sparsamen Automobils war die Suezkrise von 1956 – die erste Energiekrise mit deutlich spürbaren Auswirkungen für die westliche Welt. Die ersten in Birmingham hergestellten Fahrzeuge kamen am 18. August 1959 auf den Markt. Der dauerhafte Erfolg des Mini war nicht abzusehen, als Alec Issigonis seine ersten Skizzen auf eine Serviette oder Tischdecke zeichnete. Ursprünglich wurde der Wagen parallel als Austin Seven (auch Austin Se7en) und Morris Mini Minor produziert und vermarktet (in Anspielung auf frühere Modelle des Herstellers, den Austin 7 und den Morris Minor), als eigene Marke „Mini“ wurden die Autos erst ab 1969 verkauft.
John Cooper wandte seine Erfahrungen mit dem Tuning des A-Serien-Motors auch im Mini an und wurde zum Haustuner des Werks. In der Öffentlichkeit wird ein Mini oft mit einem Mini Cooper gleichgestellt – dabei ist es egal, ob es sich wirklich um einen der vergleichsweise selten gebauten „echten“ Cooper handelt, der (zumindest in den letzten Baujahren) durch weiße Streifen auf der Motorhaube und auch häufig durch ein andersfarbiges Dach zu erkennen ist und gegenüber den Standard-Modellen eine zum Teil deutliche Mehrleistung und eine andere Endübersetzung (wie etwa beim SPi-Modell) hat.
Am 4. Oktober 2000 lief der letzte, während der 41-jährigen Produktionszeit technisch nur in Details veränderte Mini vom Band. Damit hatte das meistverkaufte britische Auto eine Gesamtzahl von 5.387.862 produzierten Fahrzeugen erreicht.

## Technische Daten (1963/1964)
| Fahrzeugtyp:                                           | Mini                                                                                              | Mini Cooper                                                                                       | Mini Cooper S                                                                                     |
| ------------------------------------------------------ | ------------------------------------------------------------------------------------------------- | ------------------------------------------------------------------------------------------------- | ------------------------------------------------------------------------------------------------- |
| Motor                                                  | 4-Zylinder-Reihenmotor (vorn quer)                                                                | 4-Zylinder-Reihenmotor (vorn quer)                                                                | 4-Zylinder-Reihenmotor (vorn quer)                                                                |
| Hubraum                                                | 848 cm³                                                                                           | 997 cm³                                                                                           | 1071 cm³                                                                                          |
| Bohrung × Hub                                          | 62,9 × 68,3 mm                                                                                    | 62,4 × 81,3 mm                                                                                    | 70,6 × 68,3 mm                                                                                    |
| Leistung bei 1/min                                     | 25 kW (34 PS) bei 5500                                                                            | 40 kW (55 PS) bei 6000                                                                            | 51 kW (70 PS) bei 6000                                                                            |
| Max. Drehmoment bei 1/min                              | 60 Nm (6,1 mkp) bei 2900                                                                          | 72 Nm (7,3 mkp) bei 3600                                                                          | 83 Nm (8,5 mkp) bei 4500                                                                          |
| Verdichtung                                            | 8,3: 1                                                                                            | 9,0: 1                                                                                            | 9,0: 1                                                                                            |
| Ventilsteuerung                                        | Stoßstangen und Kipphebel, seitliche Nockenwelle                                                  | Stoßstangen und Kipphebel, seitliche Nockenwelle                                                  | Stoßstangen und Kipphebel, seitliche Nockenwelle                                                  |
| Vergaser                                               | 1 SU                                                                                              | 2 SU                                                                                              | 2 SU                                                                                              |
| Kühlung                                                | Wasserkühlung mit Pumpe und Thermostat                                                            | Wasserkühlung mit Pumpe und Thermostat                                                            | Wasserkühlung mit Pumpe und Thermostat                                                            |
| Getriebe                                               | 4-Gang-Getriebe mit Knüppelschaltung (2. bis 4. Gang synchronisiert), Antrieb auf die Vorderräder | 4-Gang-Getriebe mit Knüppelschaltung (2. bis 4. Gang synchronisiert), Antrieb auf die Vorderräder | 4-Gang-Getriebe mit Knüppelschaltung (2. bis 4. Gang synchronisiert), Antrieb auf die Vorderräder |
| Radaufhängung vorn                                     | doppelte Dreiecksquerlenker                                                                       | doppelte Dreiecksquerlenker                                                                       | doppelte Dreiecksquerlenker                                                                       |
| Radaufhängung hinten                                   | Schwinge (Längslenker)                                                                            | Schwinge (Längslenker)                                                                            | Schwinge (Längslenker)                                                                            |
| Federung                                               | Gummifederung und Teleskopstoßdämpfer vorn und hinten                                             | Gummifederung und Teleskopstoßdämpfer vorn und hinten                                             | Gummifederung und Teleskopstoßdämpfer vorn und hinten                                             |
| Karosserie                                             | Selbsttragende Ganzstahlkarosserie mit Hilfsrahmen vorn und hinten                                | Selbsttragende Ganzstahlkarosserie mit Hilfsrahmen vorn und hinten                                | Selbsttragende Ganzstahlkarosserie mit Hilfsrahmen vorn und hinten                                |
| Spurweite vorn/hinten                                  | 1206/1164 mm                                                                                      | 1206/1164 mm                                                                                      | 1233/1193 mm                                                                                      |
| Radstand                                               | 2032 mm                                                                                           | 2032 mm                                                                                           | 2032 mm                                                                                           |
| Reifengröße                                            | 5.20–10                                                                                           | 5.20–10                                                                                           | 5.50–10                                                                                           |
| Maße L × B × H                                         | 3060 × 1410 × 1350 mm                                                                             | 3060 × 1410 × 1350 mm                                                                             | 3060 × 1410 × 1355 mm                                                                             |
| Leergewicht (ohne Fahrer)                              | 620 kg                                                                                            | 645 kg                                                                                            | 670 kg                                                                                            |
| Höchstgeschwindigkeit                                  | 115 km/h                                                                                          | 138 km/h                                                                                          | 148 km/h                                                                                          |
| Preis (Austin Mini, 1967) (→ Wert inflationsbereinigt) | 4.850 DM (Standard) (→ heute 11.192 €)                                                            | 7.410 DM (→ heute 17.100 €)                                                                       | 10.525 DM (→ heute 24.288 €)                                                                      |

Mini-Embleme
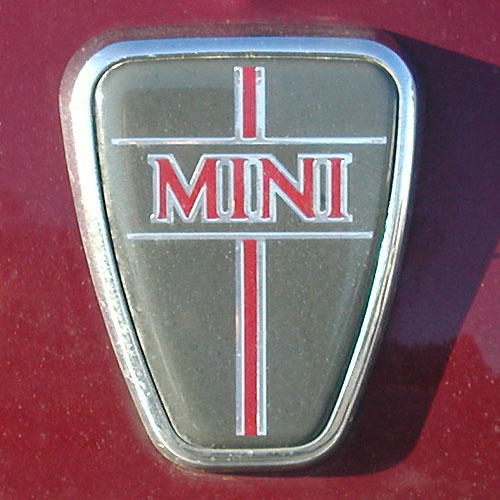
Mini-Emblem, einige Sondermodelle wie Mayfair und Balmoral
British Leyland Emblem – ab 1977

## Varianten

### Antrieb (Serie)

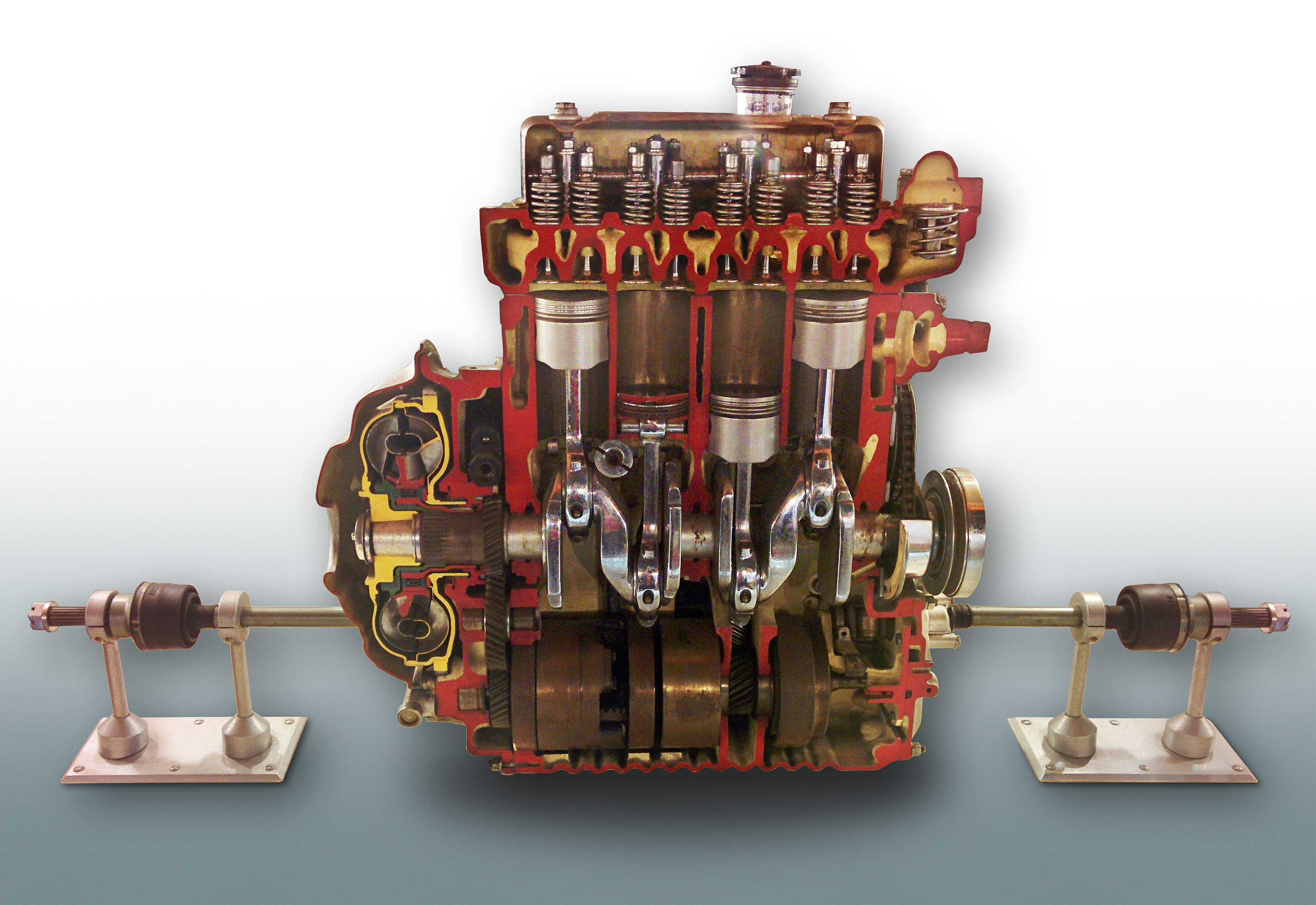
Austin BMC-A-Motor, Schnittmodell, Schaltgetriebe unter der Kurbelwelle, Automatik-Drehmomentwandler seitlich erkennbar. Halbachsen auf den Ständern rechts/links.

Motoren mit 848 cm³, 998 cm³, 1098 cm³ und 1275 cm³ wurden in den normalen Modellen montiert.
Die Cooper-S-Versionen gab es mit 970 cm³, 1071 cm³ und 1275 cm³ (immer mit zwei SU-Einfachvergasern).
Der „normale“ 1275-cm³-Motor und der Cooper-S-1275-cm³-Motor haben bis auf den gleichen Hubraum nicht viel gemeinsam. Übereinstimmend bei allen Minis aber ist, dass das Getriebegehäuse als Ölwanne dient, direkt von unten mit dem Motor verschraubt ist und sich das Getriebe mit dem Motor das Öl teilt.
Diese Entwicklung galt 1959 als revolutionär und sorgte zusammen mit dem quer montierten Frontmotor dafür, dass so viel Auto auf so wenig Grundfläche möglich war. Der Mini war das erste Auto mit quer eingebautem Viertakt-Vierzylinderreihenmotor. Bei Autos setzte sich, anders als bei Motorrädern, das Konzept des gemeinsamen Ölkreislaufs nicht durch, stattdessen sitzt bei modernen Kompaktwagen das Getriebe neben dem Motor und die Antriebswellen sind ungleich lang. Eine derartige Bauweise fand sich bereits in den 1950er Jahren bei Pkw wie Saab 92, Lloyd und Trabant, wurde auf Vierzylindermotoren jedoch erst beim Autobianchi Primula übertragen.
Wegen des seitlich sitzenden Kühlers tritt die Kühlluft an der Karosseriefront ein, strömt um den Motor, wird vom permanent mitlaufenden, keilriemengetriebenen Lüfter durch den Kühler geblasen und tritt durch Schlitze im Radkasten wieder aus. Bei späteren Kompaktwagen wurde der Kühler vor dem Motor angeordnet und bekam einen elektrischen Lüfter, um die Kühlwirkung bei fehlendem Fahrtwind zu gewährleisten. Beim Mini wurde dieses auf den ursprünglich für Längseinbau ausgelegten Motor hinweisende Detail allerdings bis zum Ende der Serie beibehalten, schon weil vor dem Motor kein Platz für einen Kühler vorhanden war.

### Fahrwerk
Im Gegensatz zu anderen Pkw hat der Mini eine Federung mit konischen Gummiblöcken anstelle von Stahlfedern, die Alex Moulton, der spätere Konstrukteur der Moulton Bikes, entwickelt hatte. Sie war sehr hart, aber der Mini hatte eine damals kaum zu übertreffende Straßenlage. Wegen der leicht gebauten Karosserie waren vorn und hinten je ein Hilfsrahmen eingebaut, die Radaufhängungen und Motor trugen. Die Räder waren vorn an doppelten Dreieckslenkern und hinten an Längsschwingen aufgehängt.
Die kurzen Karosserievarianten gab es von 1964 bis 1971 auch mit der Hydrolastic, einer Gummifederung, bei der Stoßdämpfer und ein gewisser Niveauausgleich mit einer Wasserhydraulik realisiert war, bei der die Räder einer Seite miteinander verbunden waren. Wegen des als Frostschutz beigemischten Alkohols bekam sie den Spottnamen „Whisky-Soda-Federung“.
Die Versionen mit langem Radstand (Van bzw. Estate) wurden nur mit der Gummifederung ausgerüstet.

### Karosserie
Der Mini wurde als Limousine mit kurzem Radstand, als Kombi/Van und als Pick-up mit langem Radstand gebaut. Mit längerer Karosserie, Stufenheck und daher etwas größerem Kofferraum, geänderter Front und höherem Grill wurde er als Wolseley Hornet und Riley Elf verkauft.
Ein Merkmal der Karosserie waren die herausragenden Schweißflansche an Spritzwand und Heckblech. So waren sie zum Zusammenbau der Karosserie leicht zugänglich. Die in Südamerika montierten Fahrzeuge haben Karosserien aus glasfaserverstärktem Kunststoff und deshalb glatte Seiten.

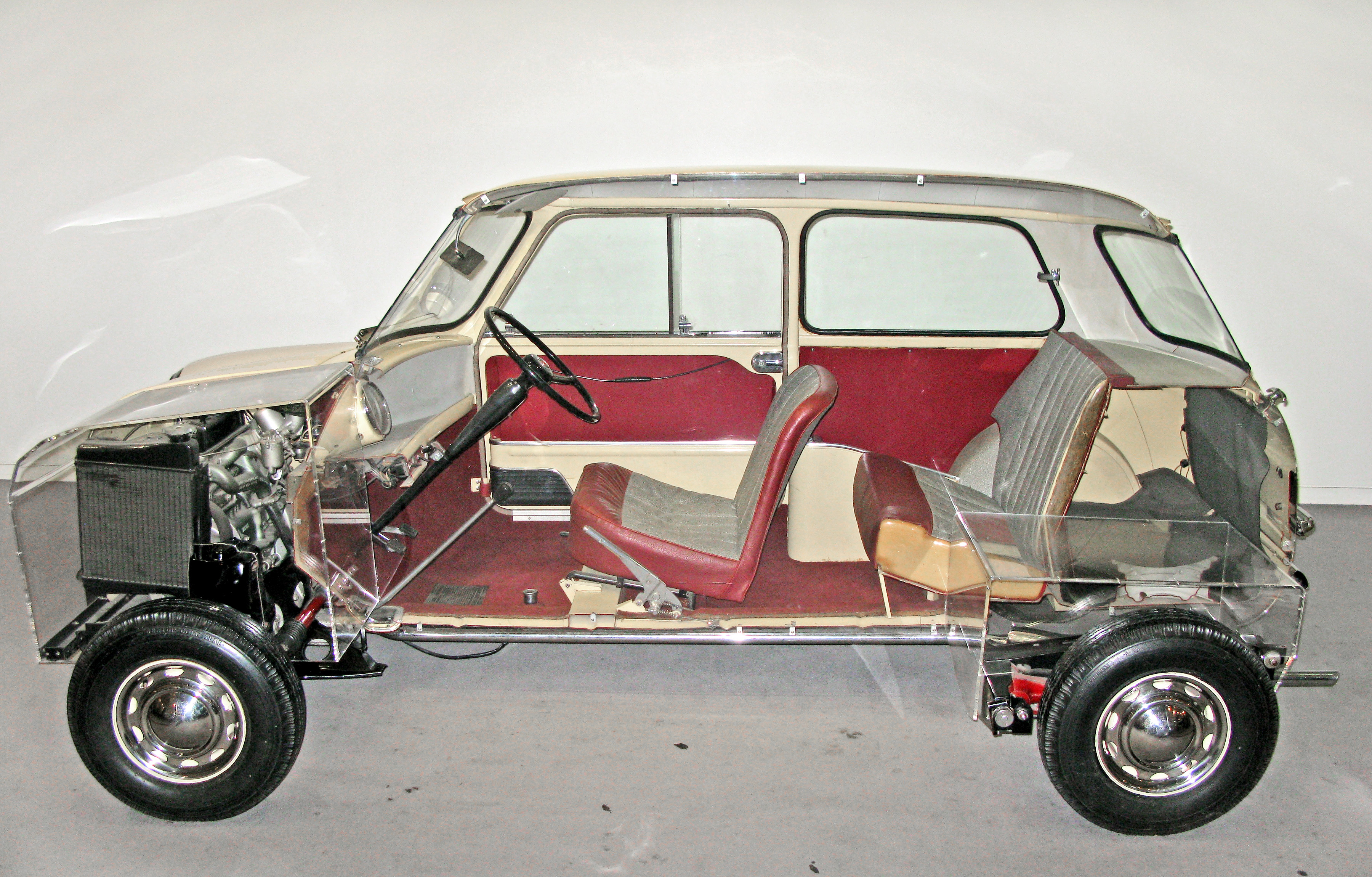
Platzaufteilung
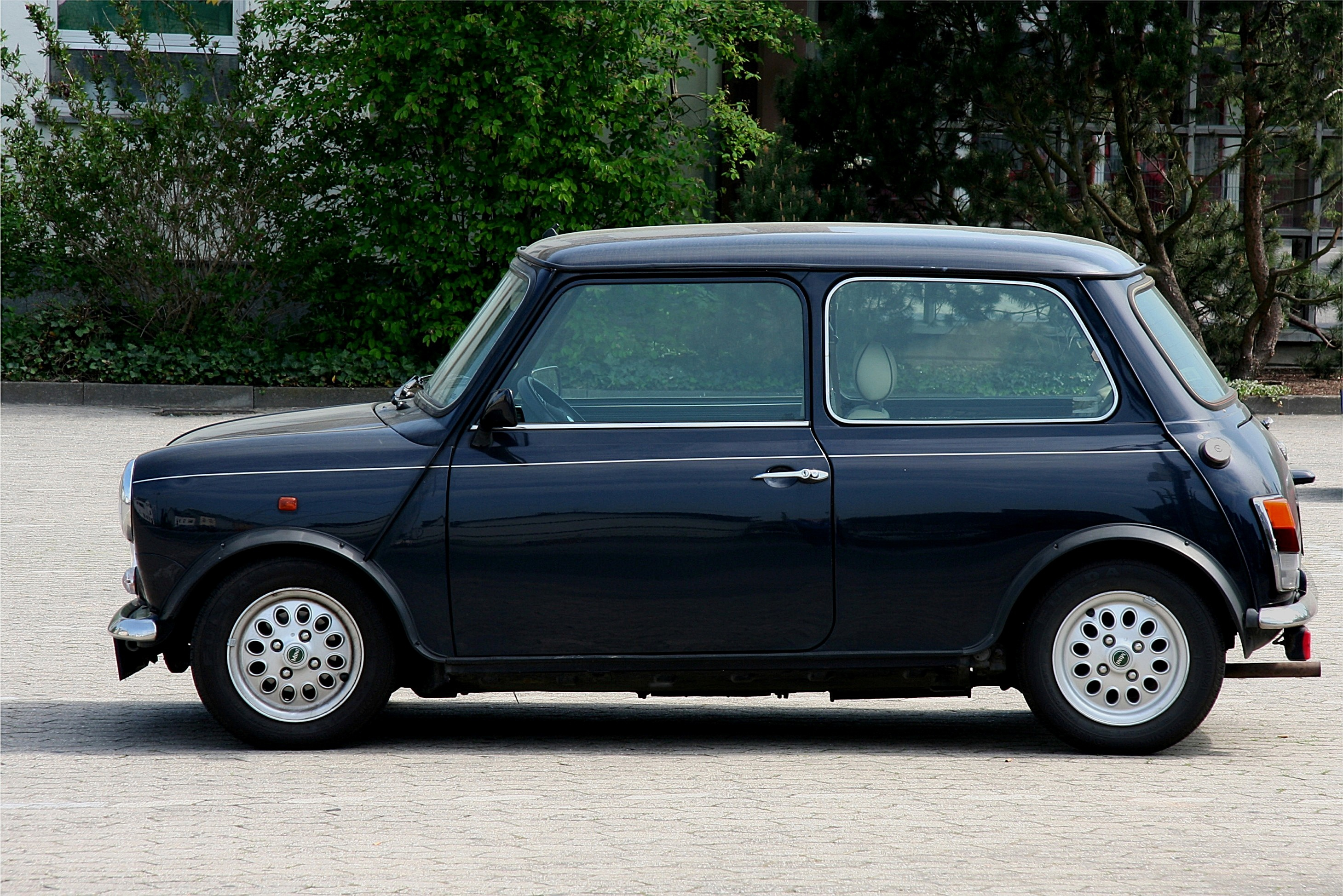
Seitenansicht
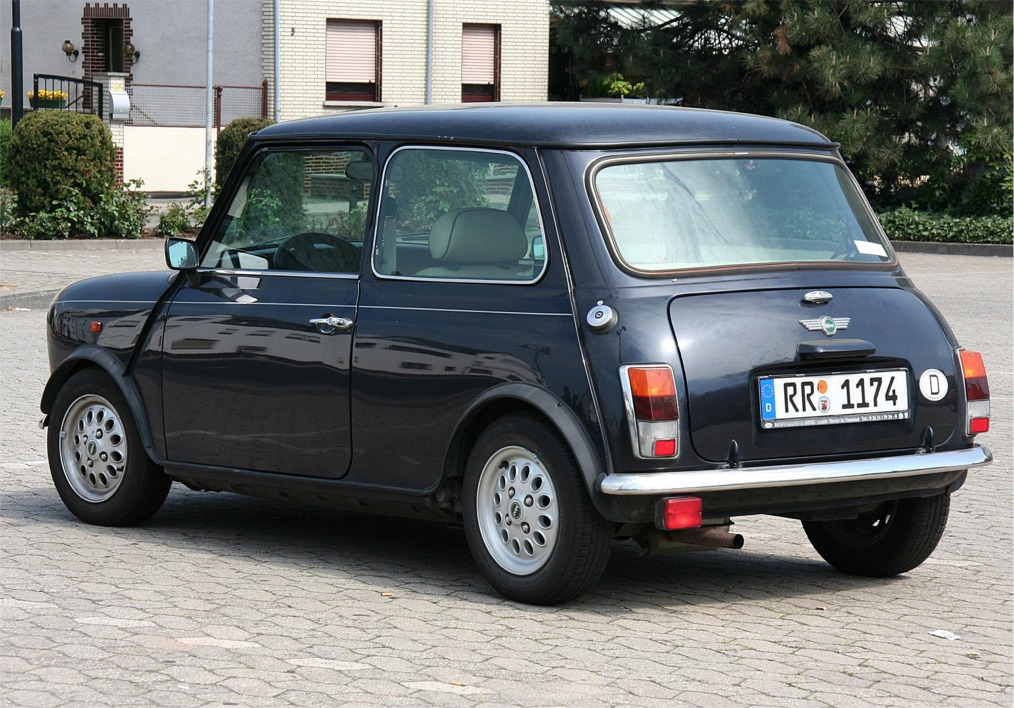
Heckansicht
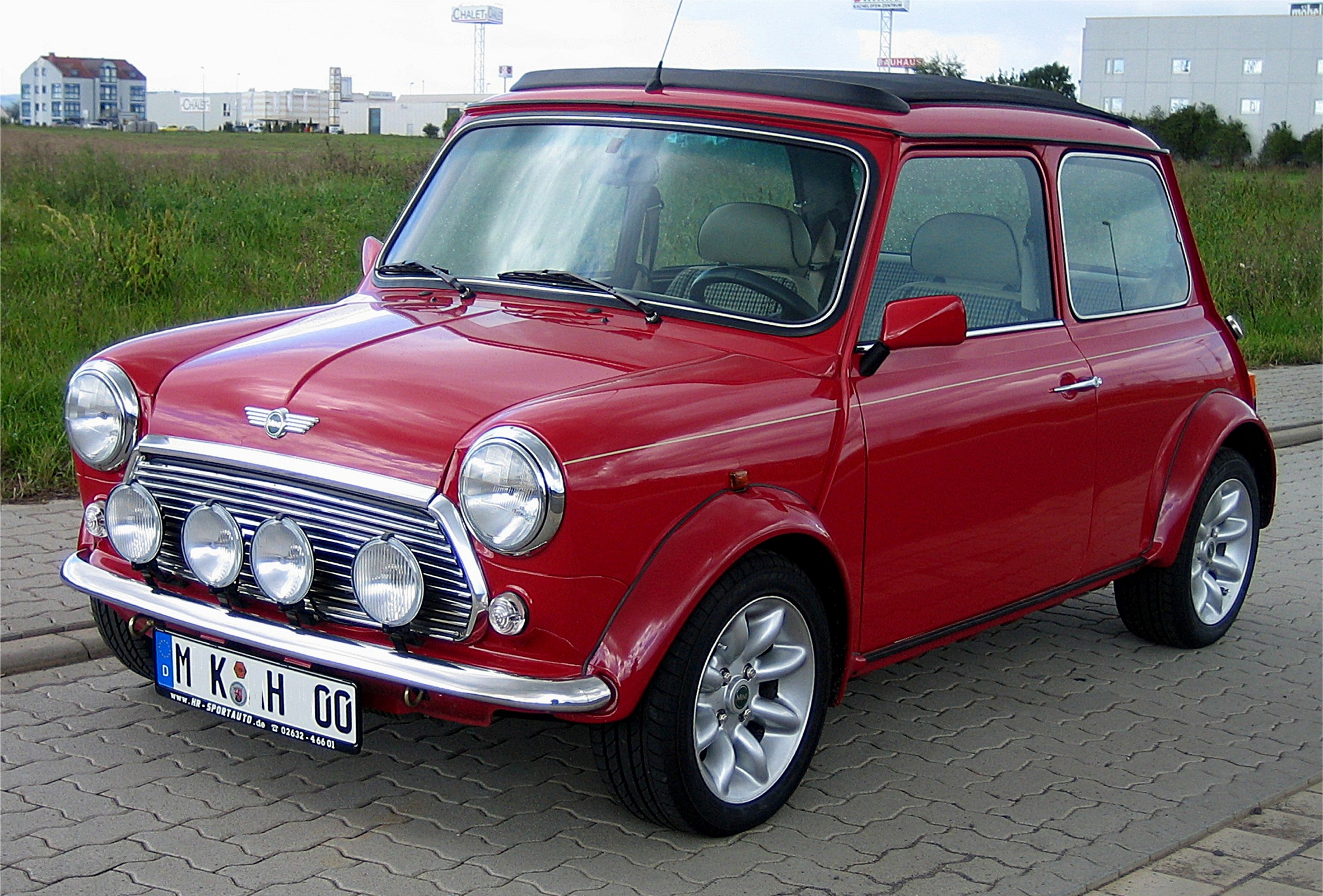
Einer der letzten Minis aus dem Jahr 2000

Ab 1969 gab es den Mini Clubman mit längerem Motorraum und rechteckigem, die Scheinwerfer umschließenden Grill, der die teureren Rileys und Wolseleys ablöste und 1980 durch den Mini Metro ersetzt wurde. Die neue Form stammte von Roy Haynes.
Den Clubman gab es nur als Limousine mit kurzem Radstand und Kombi mit langem Radstand.
Nach dem Ende der Marken Riley und Wolseley gab es in Südafrika zwei Jahre lang den Mini Mk 3 mit Stufenheck. Dazu sollten die Presswerkzeuge für die Stufenheckteile nach Südafrika geschickt werden. Da der Mk 3 sich aber nicht gut verkaufen ließ und keine 4000 Stück hergestellt wurden, könnten dafür auch importierte Blechpressteile verwendet worden sein.
Die Versionen mit langem Radstand (der Kombi mit hinterer Sitzbank und Seitenscheiben, die zweisitzigen Mini Van ohne hintere Seitenfenster und der Pick-up) wurden bis 1981 produziert und hatten immer die außenliegenden Türscharniere der MK I-/MK II-Reihe. Der Clubman Estate hingegen (Kombi mit hinteren Seitenfenstern und eckiger Front) hatte innenliegende Türscharniere und Kurbelfenster, wie sie gleichzeitig für die Limousinen der MK III Reihe eingeführt wurden.
Der Mini Clubman Estate hat nicht nur eine andere Frontmaske als der Kombi, er unterscheidet sich noch in anderen Punkten vom Van/Pick-up.
Die Kombis Countryman und Traveller mit zwei Hecktüren wurden baugleich von Austin und Morris (GB) hergestellt. Bei BL Cars MINI IMA (Portugal) wurde er mit einer einteiligen, nach oben öffnenden Heckklappe produziert.
Der Austin Countryman und der Morris Traveller wurden beide auch mit Holzbeplankung an den Seiten und Hecktüren als „Woody“ geliefert.
Der Mini Moke war ursprünglich als Armeefahrzeug konzipiert worden, wurde jedoch mangels Bodenfreiheit, Zuladung und Leistung dann doch nicht für das Militär gebaut. Er entwickelte sich dann allerdings zu einem Kultmobil der 1960er Jahre, was auch daran lag, dass der Moke im James-Bond-Film Man lebt nur zweimal und in einigen Folgen der Fernsehserie Nummer 6 zu sehen war.

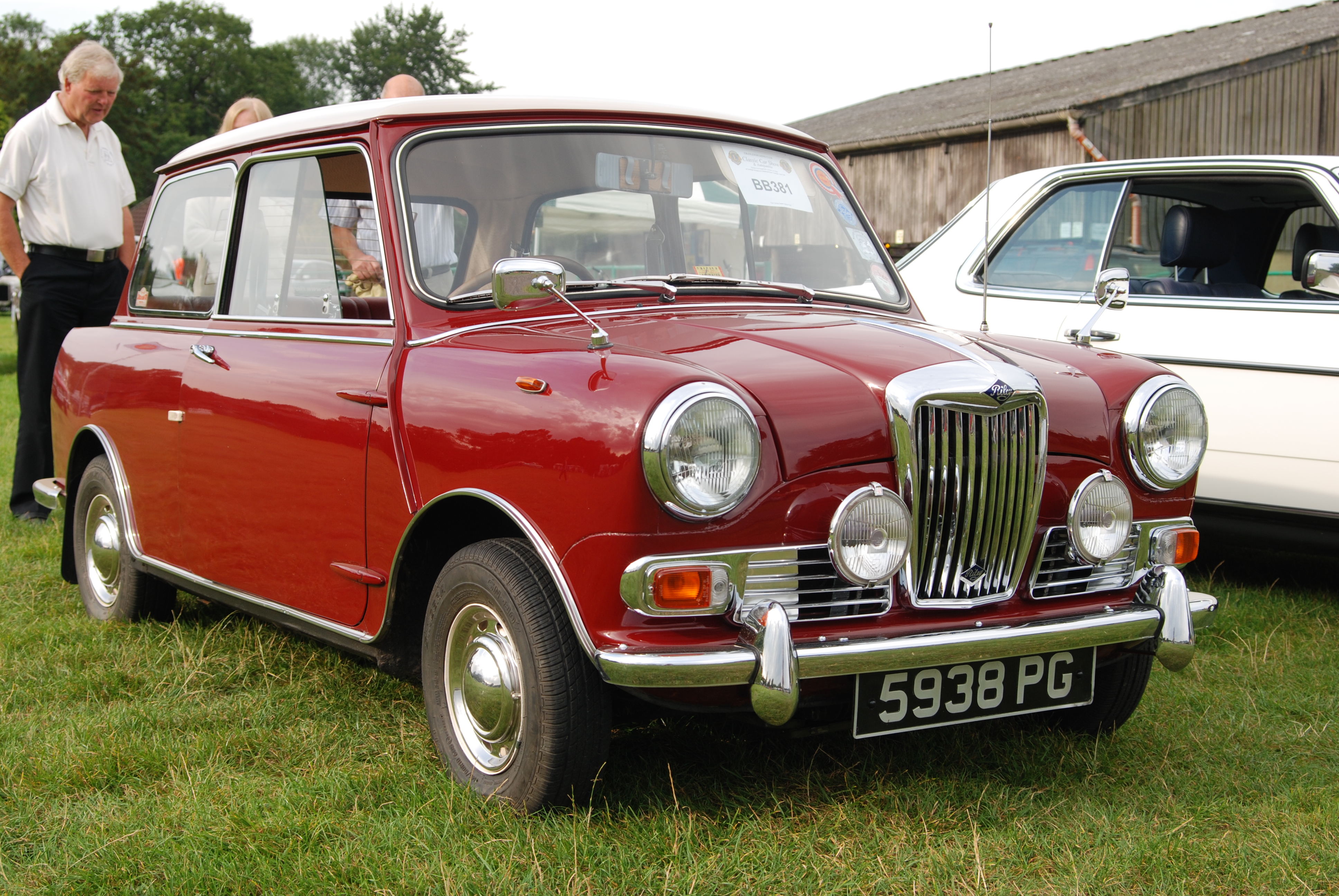
Riley Elf (1961)
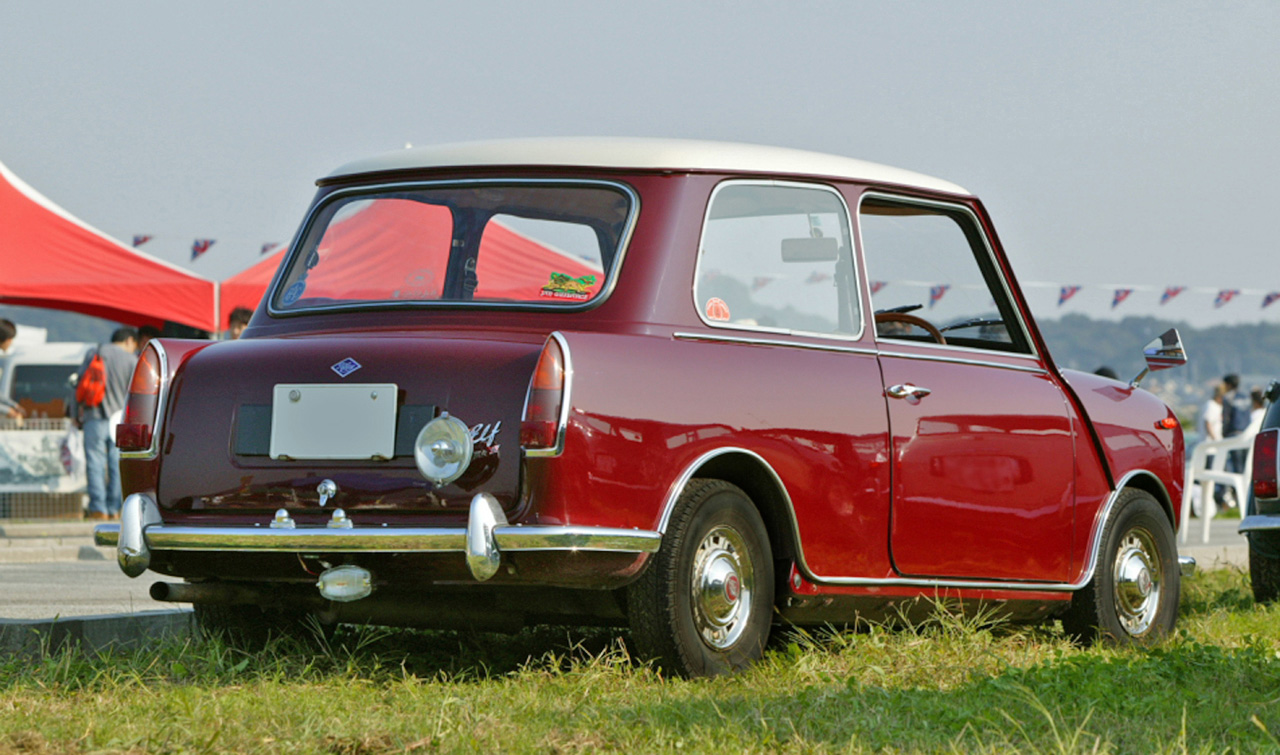
Heckansicht
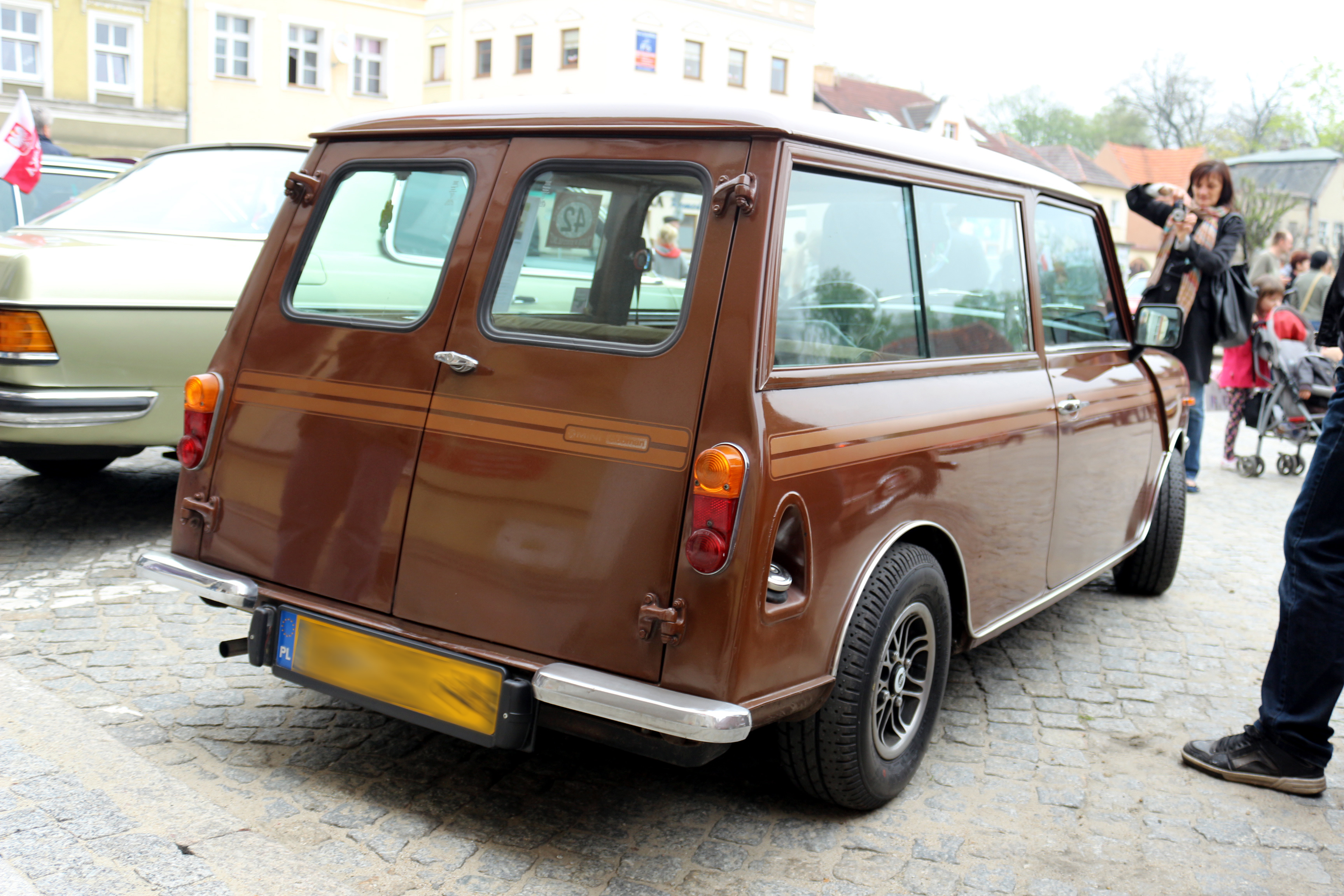
Mini Clubman Estate (1978)
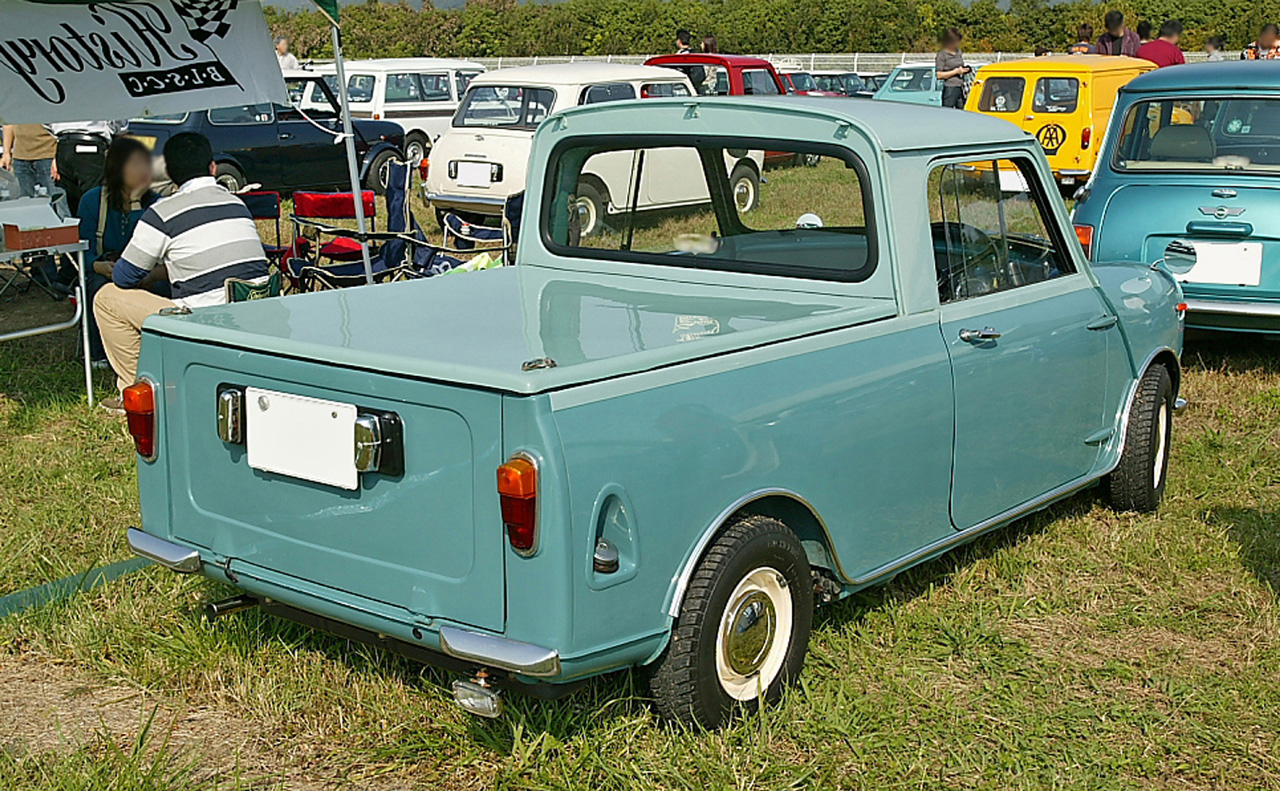
Mini Pick-up (1964)
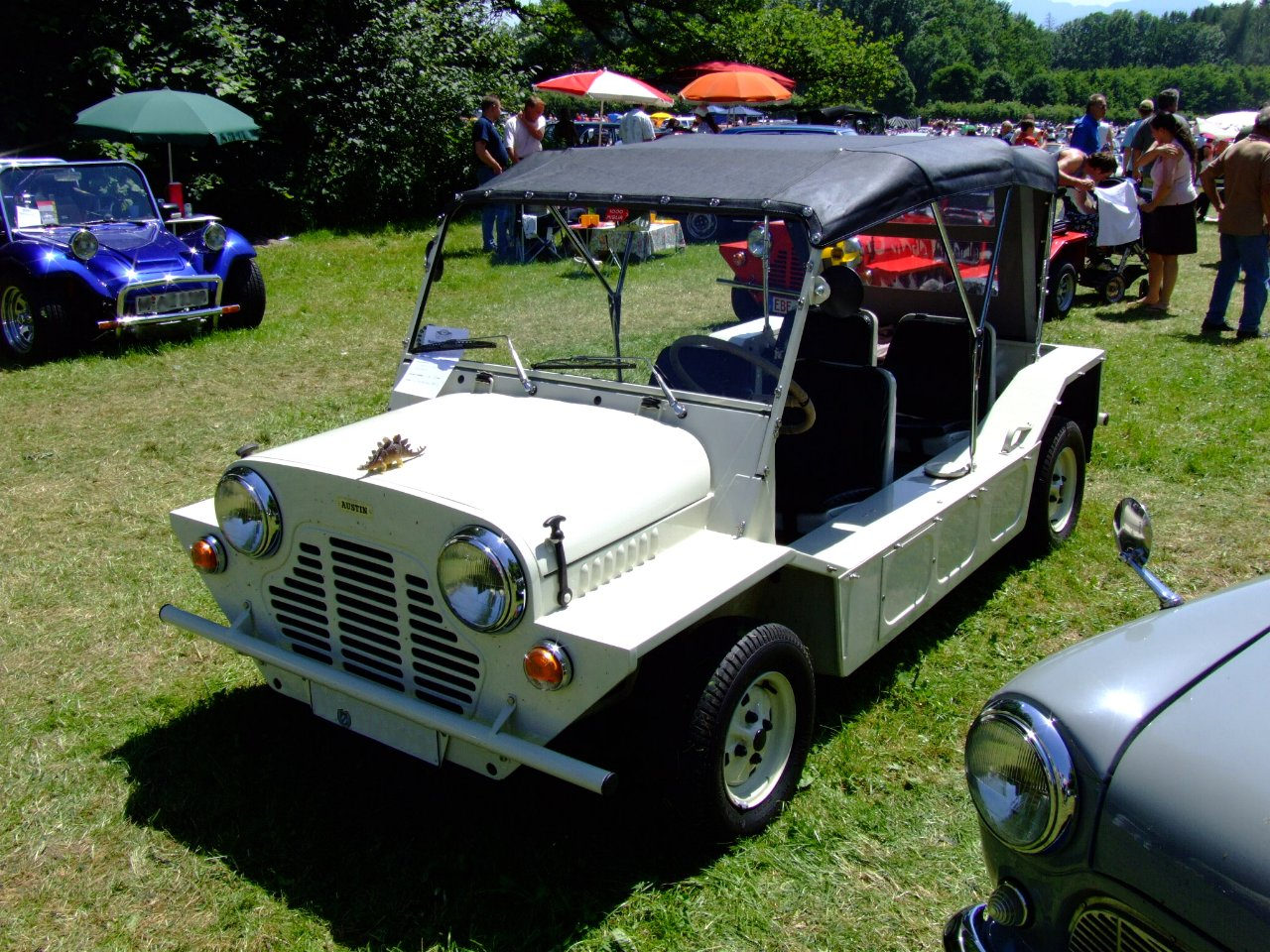
Austin Mini Moke (1967)
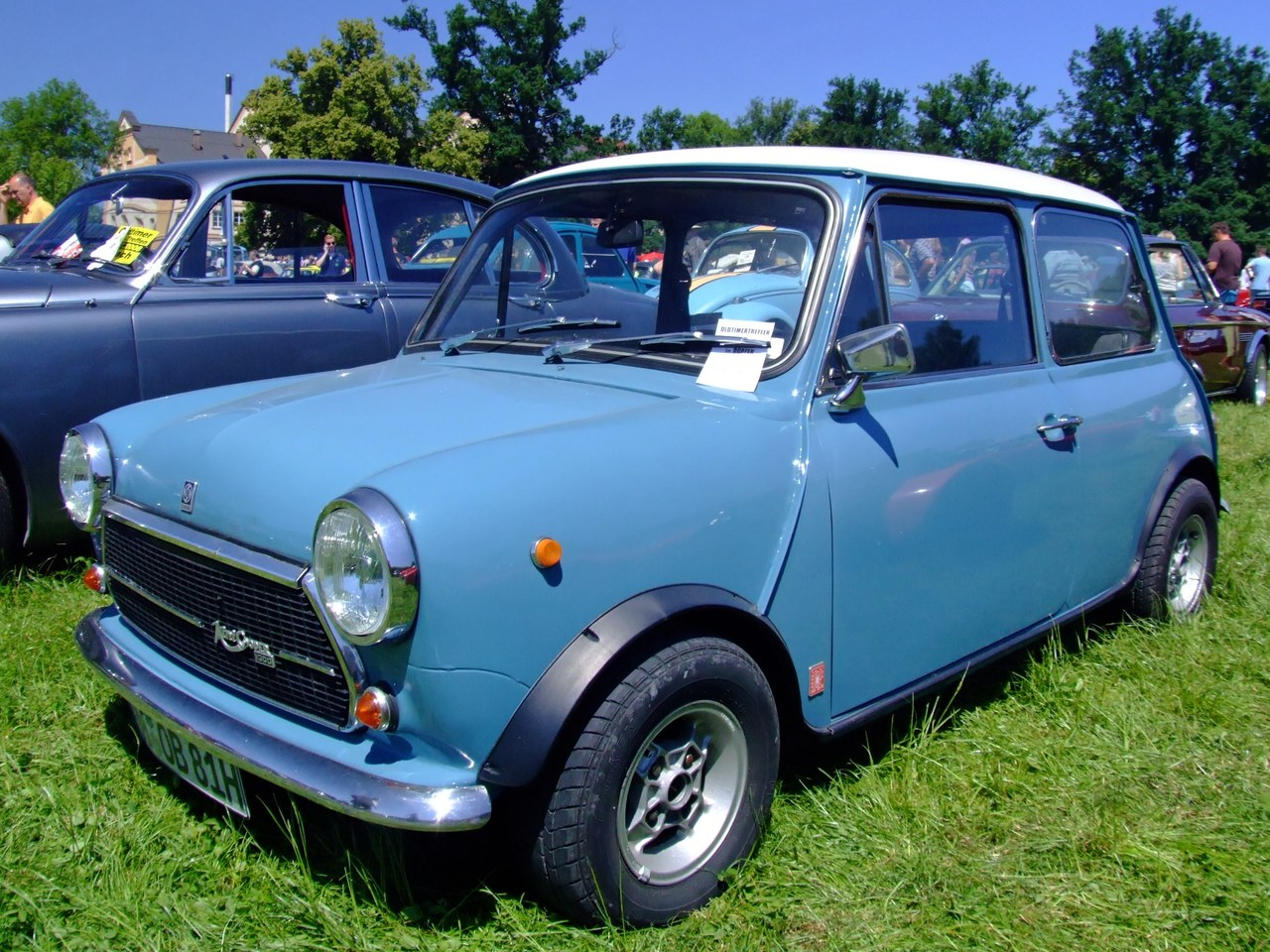
Ein Innocenti Cooper 1300 mit den charakteristischen Kotflügelverbreiterungen und Dreiecksscheiben

### Prototypen mit zwei Antrieben
Ein reger Wettstreit zwischen Alec Issigonis und John Cooper entbrannte, um herauszufinden, welches Team zuerst die Idee des Bimotor-Minis umsetzen konnte, nachdem der erste Doppelmotor-Moke entstanden war und der britischen Armee als Allradgeländewagen angepriesen wurde. Einer dieser Twini (für Twinengine Mini) fuhr bei der Targa Florio mit. Er war sehr schnell, verbrauchte für den Heckmotor jedoch mehr Kühlwasser als Benzin.

### Sondermodelle und Auslandsproduktion
Schon früh gab es den Mini Cooper, den Mini Cooper S, sowie die italienischen und spanischen Innocenti- und Authi-Varianten.
In Südafrika gab es neben den normalen Modellen von 1967 bis 1969 auch den Wolseley 1000 sowie als dessen Nachfolger von 1969 bis 1971 den Mark 3 (mit Stufenheck). Auch die in Australien montierten Minis unterschieden sich in einigen Merkmalen von ihren britischen Pendants.
Austin/Morris war vertraglich verpflichtet, an John Cooper für jeden verkauften Mini Cooper einen Betrag von 2 £ zu zahlen. 1969 wurde der Bau des Mini Cooper (998 cm³) und der des Mini Cooper S 1972 wieder eingestellt, stattdessen gab es als stärkstes Modell nur noch den Clubman 1275 GT mit deutlich weniger Leistung.
Ein Cooper-Modell wurde noch bis 1975 von Innocenti in Mailand gebaut und als Innocenti Cooper 1300 mit 64 PS (47 kW) ab 1972 auch exportiert. In Deutschland war er ab 1974 in den Farben Weiß, Blau, Rot und Grün für knapp 8000 DM zu erwerben. Charakteristisch waren, neben dem weißen oder schwarzen Dach, besonders seine Kotflügelverbreiterungen aus schwarzem Kunststoff, mit denen später auch andere Mini-Ausführungen ausgeliefert wurden. Zudem hatten die Innocenti-Modelle Dreiecksfenster in den Türen. Außerdem bot Innocenti den Mini 1001 mit einem 48-PS-Motor (35 kW) an, der allerdings keine sportliche Cooper-Version war.
Später kam das Werks-Mini-Cabrio dazu, dessen erste Exemplare in Deutschland gefertigt wurden.
Im ERA Mini Turbo wurden Motor und Getriebe vom MG Metro Turbo verwendet. Die Leistung betrug 94 PS. Dafür waren umfangreiche Änderungen an der Karosserie, am Schmier- und Kühlsystem und natürlich auch an Federung und Bremsanlage erforderlich. Vom Hersteller wurde eine Beschleunigung von 0 auf 100 km/h in knapp acht Sekunden angegeben.
Eine große Anzahl an Sondermodellen wie beispielsweise den Mini Monte Carlo und Special und den Jubliläumsminis von 1979 (Mini 20), 1984 (Mini 25 und Mini Mayfair Sport), 1989 (Mini 30), 1994 (Mini 35) und 1999 (Mini 40) erweiterten die Modellpalette.

## Mini als Kultobjekt

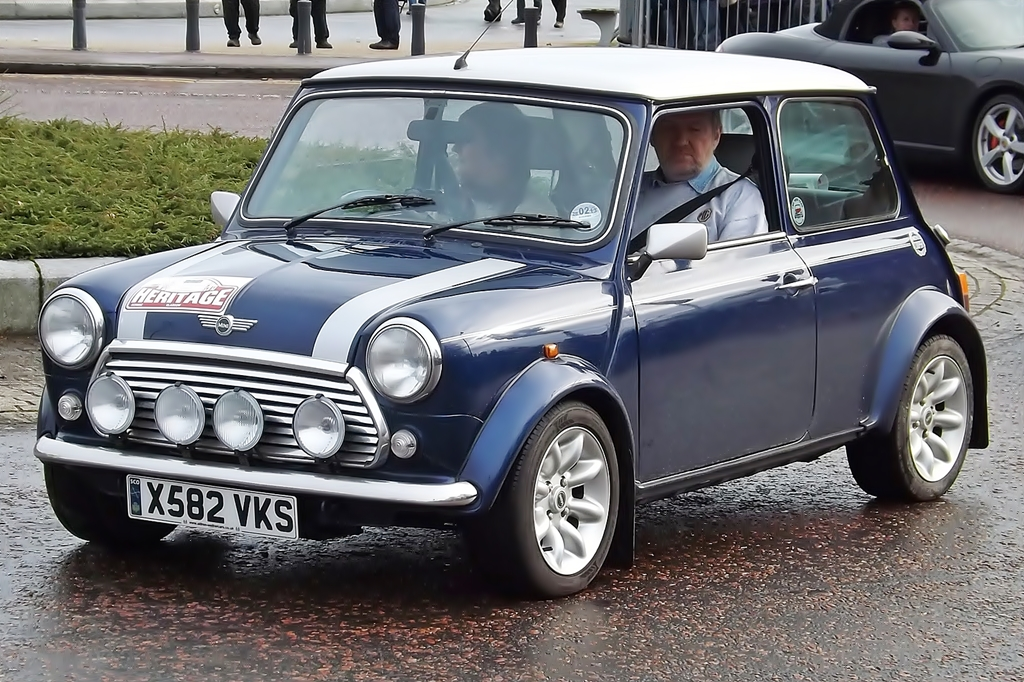
Das Kultauto Mini

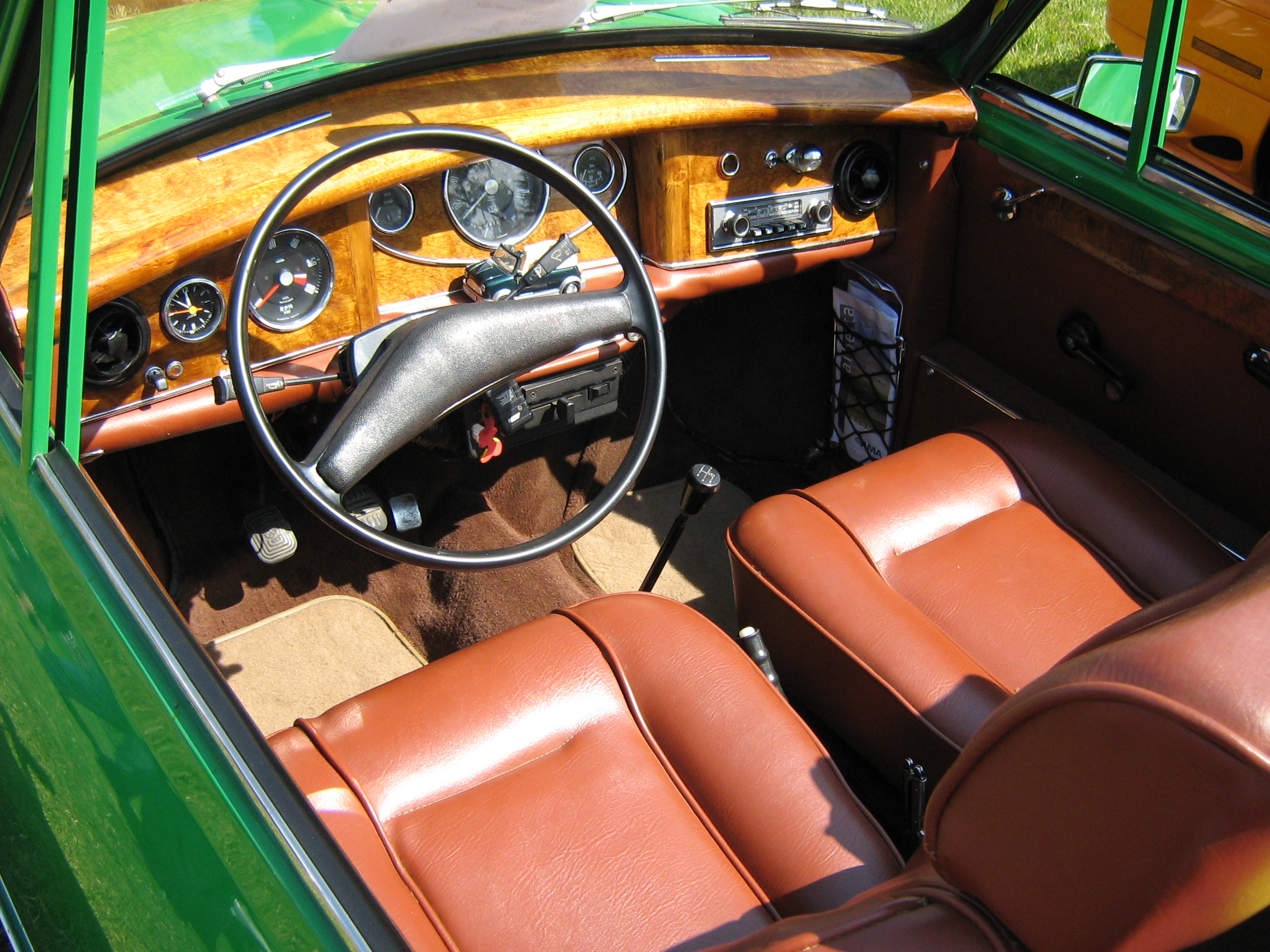
Austin Mini Convertible (1975)

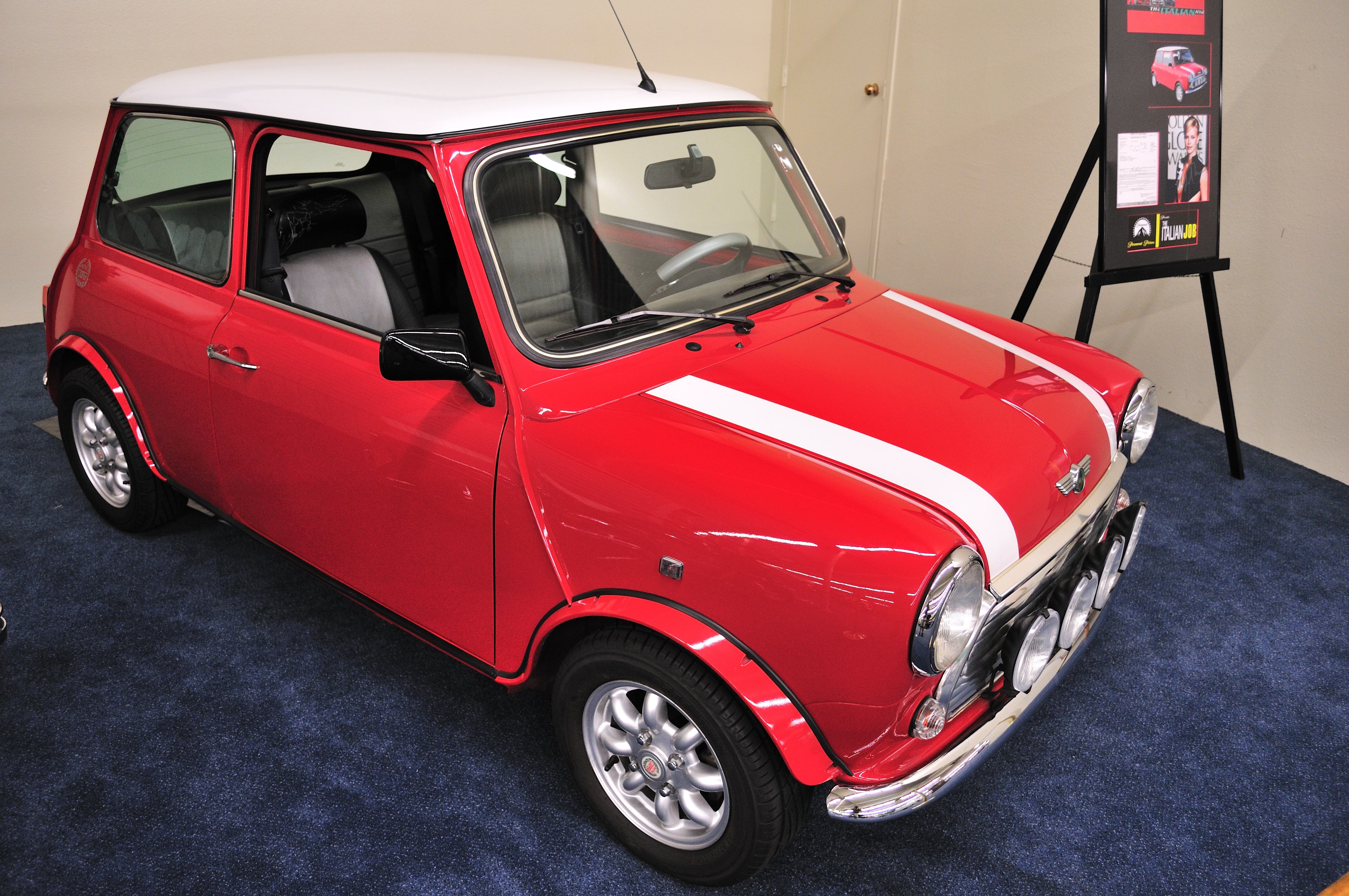
Mini Cooper aus dem Film The Italian Job

### Filme
| Jahr | Hauptdarsteller                | Titel                                |
| ---- | ------------------------------ | ------------------------------------ |
| 1964 | Peter Sellers                  | Ein Schuß im Dunkeln                 |
| 1967 | The Beatles                    | Magical Mystery Tour                 |
| 1969 | Michael Caine                  | Charlie staubt Millionen ab          |
| 1978 | Bud Spencer                    | Plattfuß in Afrika                   |
| 1981 | Tony Barry                     | Mach’s gut, Pork Pie                 |
| 1989 | Rowan Atkinson                 | Mr. Bean                             |
| 1996 | Gruschenka Stevens             | Der kalte Finger                     |
| 1997 | Bill Murray                    | Agent Null Null Nix                  |
| 2001 | Samuel L. Jackson              | The 51st State                       |
| 2002 | Mike Myers                     | Austin Powers in Goldständer         |
| 2002 | Matt Damon                     | Die Bourne Identität                 |
| 2003 | Charlize Theron                | The Italian Job – Jagd auf Millionen |
| 2007 | Rowan Atkinson                 | Mr. Bean macht Ferien                |
| 2007 | Ben Stiller                    | Nach 7 Tagen – Ausgeflittert         |
| 2010 | Anis Mohamed Youssef Ferchichi | Zeiten ändern dich                   |
| 2012 | u. a. Jason Mewes              | Noobz – Game Over (Noobz)            |
| 2016 | Robert De Niro                 | Dirty Grandpa                        |

### Rennsport

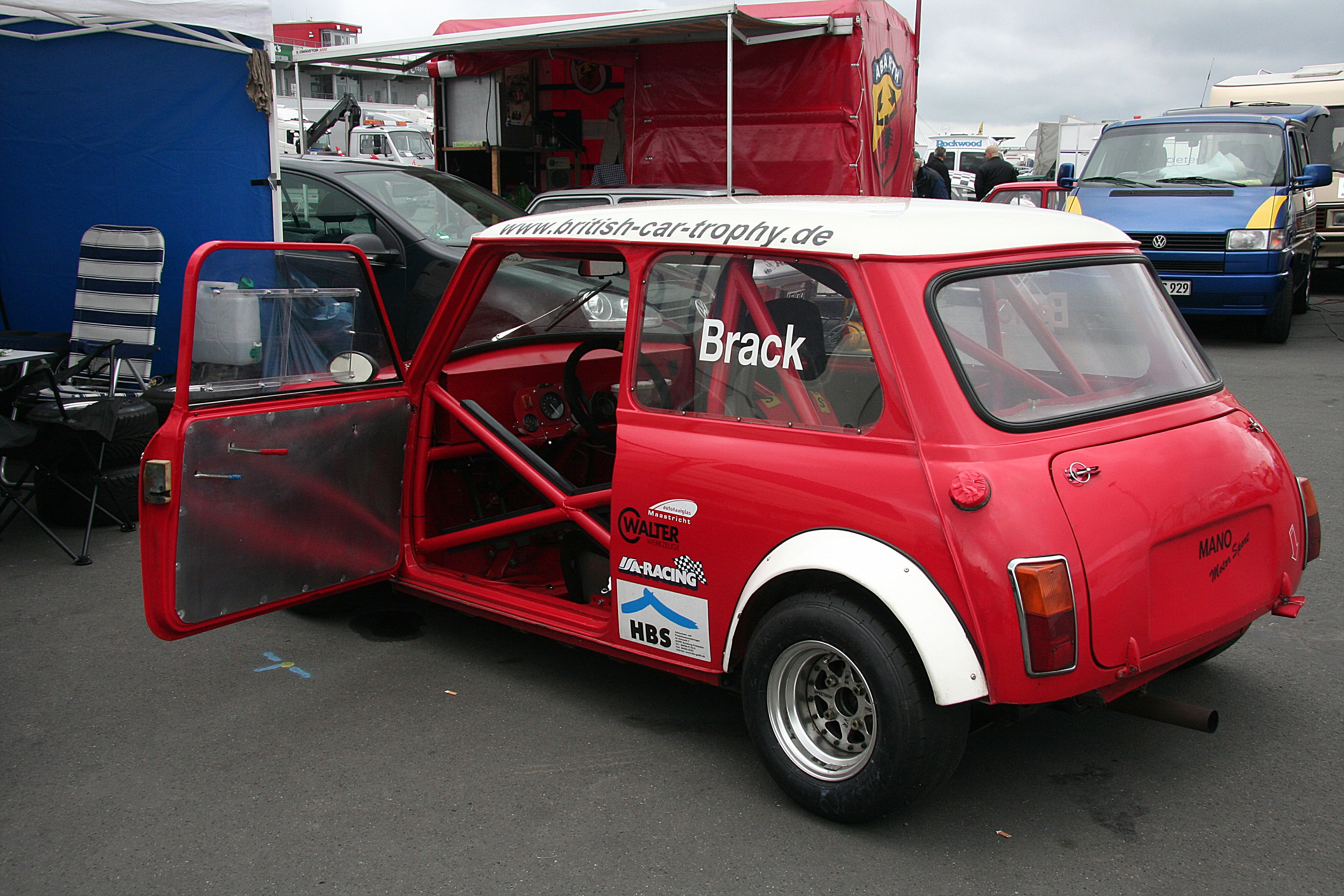
Rennversion des Mini mit Überrollkäfig

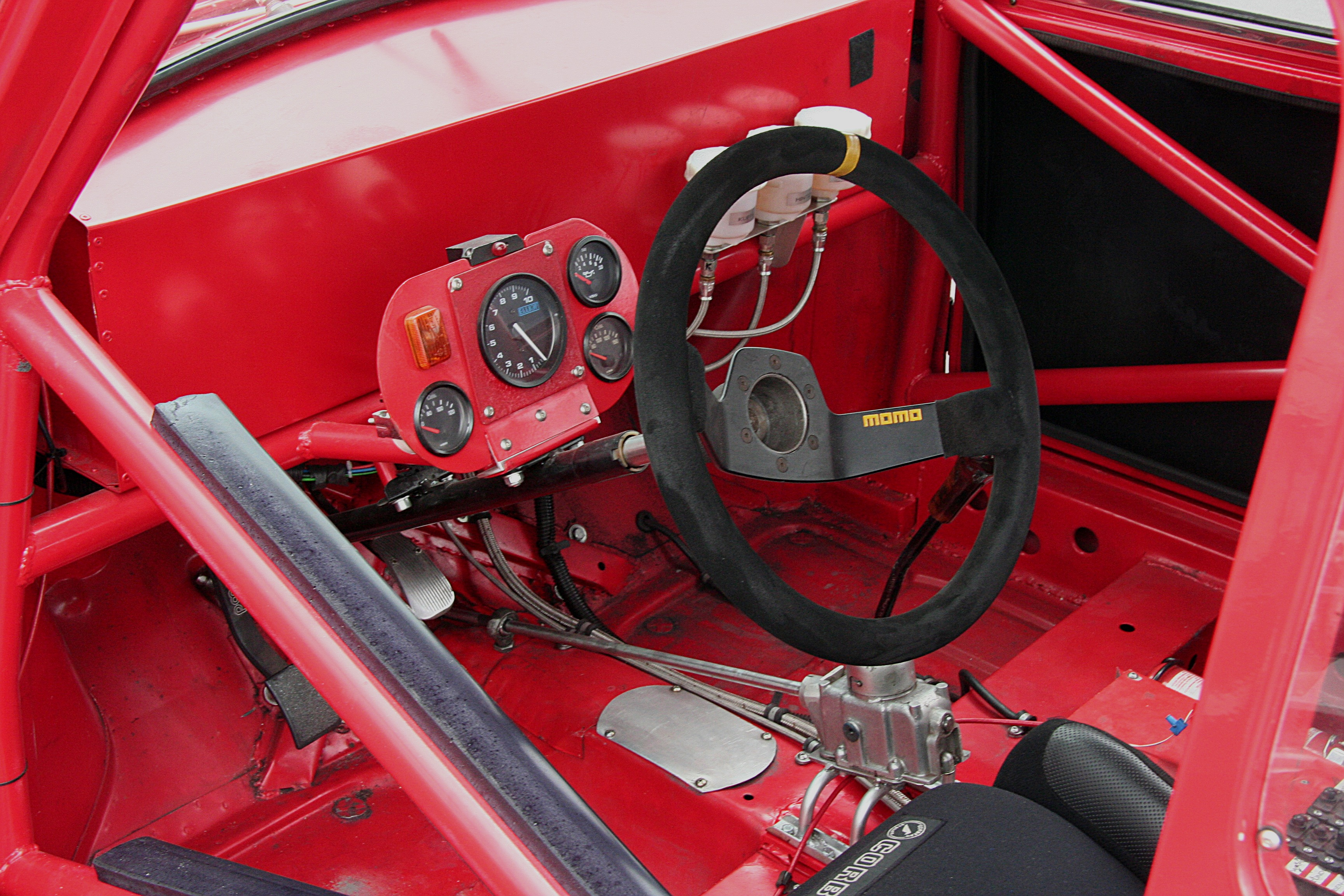
Cockpit

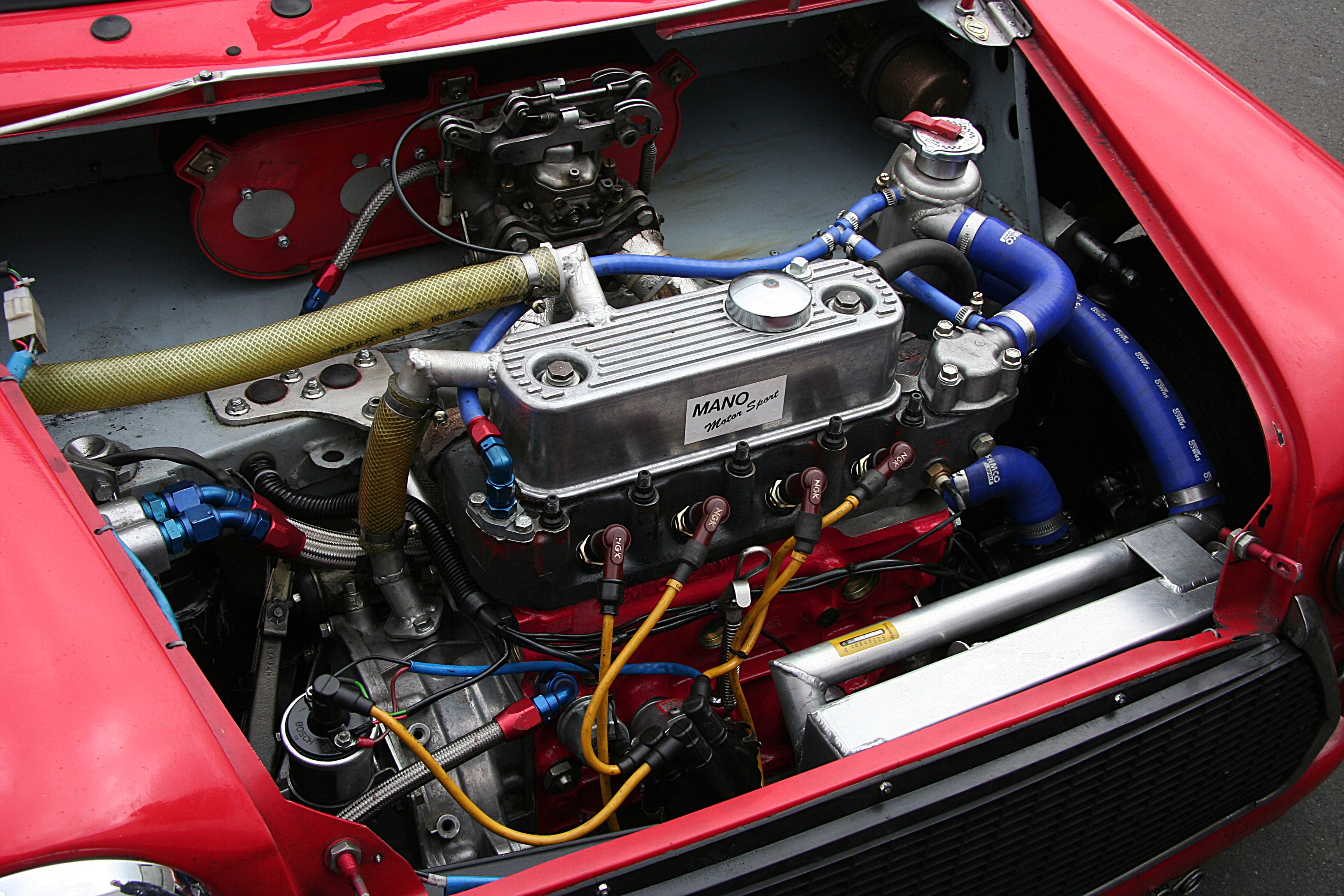
Vierzylindermotor, 1293 cm³

Der spätere dreifache Formel-1-Weltmeister Niki Lauda erntete 1968 als 19-Jähriger in einem 1300er Mini Cooper S seine ersten Motorsport-Lorbeeren bei einigen Bergrennen. Der Mini war auch für viele andere Rennsportgrößen der Eintritt in die Rennszene.
Der Mini Cooper S hatte (bis auf wenige ganz frühe Modelle) immer zwei separate Benzintanks im Wagenheck − es gab ihn als 970-cm³-, 1071-cm³- und 1275-cm³-Variante, um die damals geltenden Hubraumklassen auszuschöpfen.
Der Mini gewann viermal in Folge (1964–1967) die Rallye Monte Carlo, jedoch wurde er 1966 wegen falscher Glühlampen in den Scheinwerfern höchst umstritten zugunsten der französischen Citroën ID disqualifiziert − was jedoch die Verkaufszahlen in genau diesem Jahr nicht nur in Frankreich in die Höhe schnellen ließ.
Anfang 1971 sorgte ein gewisser Brian Culcheth auf der Rallycross-Strecke Lydden Circuit (zwischen Dover und Canterbury) für Aufsehen. Er fuhr einen Mini, der sich nicht gerade wie ein Mini verhielt. Bei genauerer Betrachtung stellte sich heraus, dass der Clubman mit Allradantrieb verbessert worden war. Das Special Tuning Department von BMC hatte vom normalen Differenzial nach hinten weg eine Kardanwelle geführt, die dazu diente, ein im Kofferraum montiertes zusätzliches Differenzial eines Austin Healey Sprite anzutreiben. Von diesem ging der Kraftfluss über Antriebswellen vom Cooper S zu den Hinterrädern. Mit einem 1300er-Motor, der mit Querstrom-Zylinderkopf und Weber-Doppelvergasern bestückt war und rund 120 PS (88 kW) leistete, war der 4×4- bzw. 4WD-Mini zwar die Sensation des Tages, war danach aber nur noch selten bei Rallycross-Rennen zu sehen. Der Engländer David Angel brachte den Clubman 4WD ab August 1972 für die letzten Läufe zur Internationalen Rallycross-Meisterschaft der Niederlande nach Valkenswaard (bei Eindhoven) und wurde am Ende der Saison-Meister seiner Klasse. Weil für die spätere „Adoption“ durch die FIA (im Jahr 1976) der Rallycross-Sport bereits ab 1973 nur noch Autos nach deren Gruppe-5-Reglement erlaubte, verschwand Ende 1972 die erste Generation der Allradfahrzeuge wieder aus dieser Autosport-Disziplin und somit auch der einzige offiziell vom BMC-Werk eingesetzte Rennsport-Mini mit Einzelmotor und Vierradantrieb.
Der Mini wird nach wie vor häufig im Motorsport eingesetzt. Sowohl in den historischen Serien wie der „FIA European Challenge for Historic Touring Cars (FIA-TC’65)“, des Weltmotorsport-Verbands Fédération Internationale de l’Automobile als auch der „Historischen Tourenwagen- und GT-Trophy“, die der Automobilclub von Deutschland e. V. (AvD) ausschreibt, fahren viele Minis. Außerdem stehen Minis wegen ihres günstigen Leistungsgewichts bei Bergrennen am Start. Zudem gibt es in Deutschland mit der „British Car Trophy“ und in England mit der „Mini 7“ bzw. der „Mini Miglia“ spezielle Serien für den Mini.

### Minifahrer unter sich
Alljährlich wird ein internationales Minitreffen, das International Mini Meeting (IMM), veranstaltet, das jeweils von einem anderen Miniclub in einem anderen Land organisiert wird und alle fünf Jahre anlässlich des Jubiläums des Minis in Großbritannien stattfindet.

## Modelle, technische Veränderungen

### Typenbezeichnung
In den Fahrzeugpapieren wird nur zwischen MK I und MK II unterschieden, das liegt daran, dass die Modelle immer nur nachgepflegt und keiner neuen Typprüfung unterzogen wurden.
| Typ    | Zeitraum                  | Merkmal |
| ------ | ------------------------- | --- |
| MK I   | 1959–1967                 | Außenliegende Türscharniere, kleines Heckfenster, kleinere Rücklichter, „Schnurrbart-Grill“                                               |
| MK II  | 1967–1969                 | größeres Heckfenster, größere Rücklichter, eckiger Kühlergrill mit oberer Leiste an der Motorhaube                                        |
| MK III | 1969–1976                 | innenliegende Türscharniere mit Kurbelfenstern anstatt der Schiebefenster                                                                 |
| MK IV  | 1976 – 08/1984            | gummigelagerter vorderer Hilfsrahmen, (der letzte mit 10"-Reifen)                                                                         |
| MK V   | 08/1984 – 92              | Instrumente vor dem Fahrer (wie beim Clubman), ab jetzt 12"-Reifen und Scheibenbremsen vorne (Start Sondermodell Mini 25)                 |
| MK VI  | 1992 – 10/1996            | (SPi = TBi) Single Point Injection, geregelter Katalysator, Mini (53 PS), Mini-Cooper (63 PS)                                             |
| MK VII | 10/1996 – 4. Oktober 2000 | (MPi = XN) Multi Point Injection, mit Fahrerairbag, Gurtstraffern, Seitenaufprallschutz in den Türen, Frontkühler, alle Modelle mit 63 PS |

### Zeitlinie
| Jahr | Merkmal |
| ---- | --- |
| 1959 | Der Mini mit 848 cm³ wird im April vorgestellt. |
| 1960 | Die Varianten Countryman, Traveller, Van und Pick Up werden vorgestellt. |
| 1961 | Der erste Mini Cooper mit 997 cm³ erscheinen auf dem englischen Markt. Die Modelle Wolseley Hornet und Riley Elf erscheinen. |
| 1963 | Der erste Cooper-S mit 1070 cm³ wird gebaut. |
| 1964 | Weitere Varianten des Cooper-S mit 970 bzw. 1275 cm³ erscheinen, der Cooper-S 1070 cm³ wird eingestellt. Der 997-cm³-Cooper wird vom 998-cm³-Cooper ersetzt. Die Moke Produktion wird gestartet.                                                     |
| 1965 | In Italien wird der Innocenti Mini Minor Mk I mit 850 cm³ als Lizenzproduktion aufgelegt. |
| 1966 | Die Moke-Produktion in Sydney, Australien und die Produktion des Innocenti 998-cm³-Cooper in Italien wird gestartet. |
| 1967 | Wechsel von MK I zu MK II. |
| 1968 | Ein überarbeitetes und damit vollsynchronisiertes Getriebe wird bei allen Modellen montiert. Die Moke-Produktion in England wird eingestellt. Wechsel von Mk I zu Mk II bei Innocenti in Italien                                                     |
| 1969 | Der 1275 Clubman GT (54 PS) zunächst noch mit 10"-Rostyle-Stahlrädern, ab 1972 mit 12"-Dunlop-Denovo-Sicherheitsrädern, erscheint, der 998 cm³ Cooper wird – wie auch die Modelle Wolseley Hornet, Riley Elf und Traveller/Countryman – eingestellt. |
| 1970 | Wechsel von MK II zu MK III. |
| 1971 | Der Cooper-S wird eingestellt. |
| 1972 | Ein überarbeitetes Getriebe [Rodchange] mit Schaltstangen ersetzt das Schalthalsgetriebe. Der Minimatic mit automatischem Getriebe kommt zur Produktpalette hinzu. In Italien beginnt die Produktion des Innocenti Mini Cooper 1300.                 |
| 1973 | Das [Rodchange]-Getriebe bekommt Stahlgelenke anstelle der Gummigelenke. Die spanischen Authi-Modelle erscheinen. Der Innocenti Mini Cooper 1300 Export wird nun auch außerhalb Italiens angeboten.                                                  |
| 1974 | Der Innocenti 90 (998 cm³) und 120 (1275 cm³) erscheinen auf dem italienischen Markt. |
| 1975 | Die Produktion des Innocenti Mini Cooper 1300 und des Innocenti Mini 1001 wird eingestellt. |
| 1976 | Der vordere Hilfsrahmen wird modifiziert. Dieser ist nun mit Gummilagern an der Karosserie befestigt. |
| 1977 | Leyland Innocenti 90L (998 cm³) und 120L (1275 cm³) erscheinen im Mai auf dem deutschen Markt. |
| 1981 | Der Metro-Motor [A+] wird auch in den Minimodellen eingeführt, die Moke-Produktion in Australien wird eingestellt. Der Innocenti 90 und 120 wird eingestellt. Die Nachfolgemodelle erhalten einen Dreizylinder-Daihatsu-Motor.                       |
| 1983 | Die Varianten Van, Pick Up und Clubman werden eingestellt, die Moke-Produktion in Portugal wird gestartet. |
| 1984 | Der Wechsel von 10-Zoll- auf 12-Zoll-Räder wird durch die Einführung der vorderen Scheibenbremse (8,4") für alle Modelle notwendig. |
| 1986 | Der letzte Mini mit 850 cm³ wird produziert. |
| 1989 | Zum 30-jährigen Jubiläum erscheint ein Cooper-Sondermodell mit 998 cm³. |
| 1990 | Wiederaufleben der Cooper mit 1275 cm³. |
| 1991 | Die Moke-Produktion bei Cagiva in Italien wird gestartet. |
| 1992 | Der 1275-cm³-Motor wird mit Einspritzung anstelle der Vergaseranlage produziert (SPI). |
| 1993 | Der letzte Mini mit 998 cm³ wird produziert, die Moke-Produktion in Portugal und Italien wird eingestellt. |
| 1996 | Modellwechsel von MK VI zu MK VII (MPI). |
| 2000 | Der letzte Mini verlässt im Oktober das Montageband. |

### Verbrauch
- 848-cm³-Minis 4,5 l/100 km
- 998-cm³-Minis bis Baujahr 1988 6,0 l/100 km
- 998-cm³-Minis ab Baujahr 1988 (lang übersetzter 4. Gang) 5,3 l/100 km
- 1275-cm³-Minis 7,3 – 14,0 l/100 km je nach Vergaser und Auspuffanlage

Aufgrund des Katalysators dürfen alle Einspritzer (SPI und MPI) nur mit bleifreiem Benzin betrieben werden, bei den übrigen Varianten ist der Gebrauch von bleifreiem oder (wo erhältlich) verbleitem Kraftstoff fakultativ möglich.

## Mini-Technik in verschiedenen Kitcars
Aufgrund der Bauweise mit den beiden Hilfsrahmen, der Motor/Getriebeeinheit und preiswerten Spenderfahrzeugen entstanden in England viele Bausatzautos mit Mini-Technik. Zu ihnen gehören beispielsweise der Mini Marcos GT, das GTM Coupé, der Unipower und der Yak.

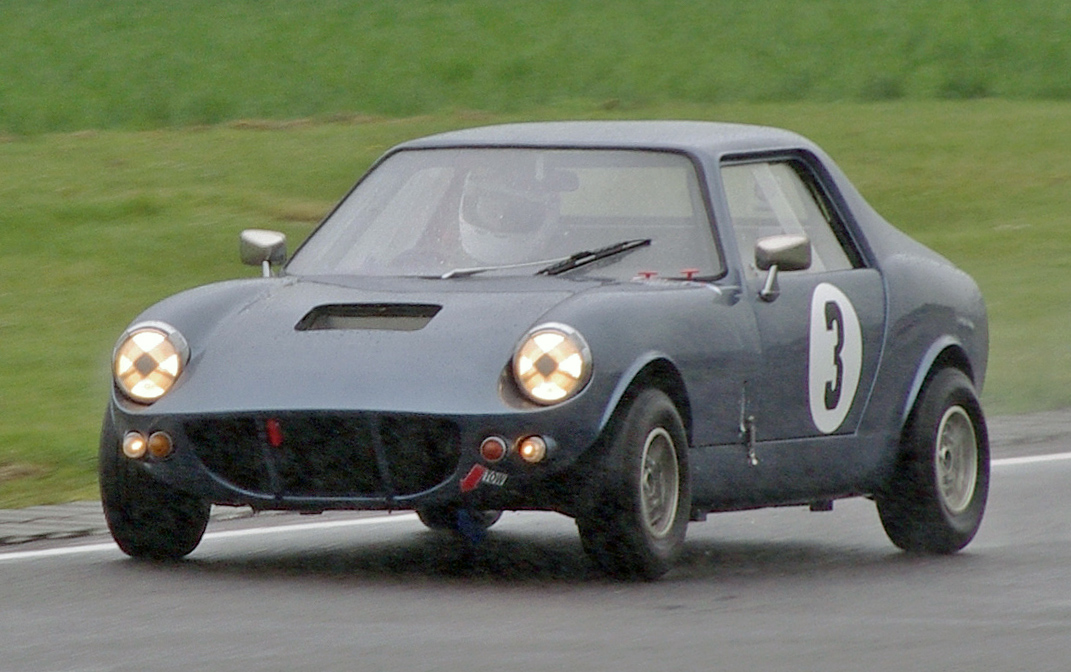
Cox GTM (später: GTM Coupé)
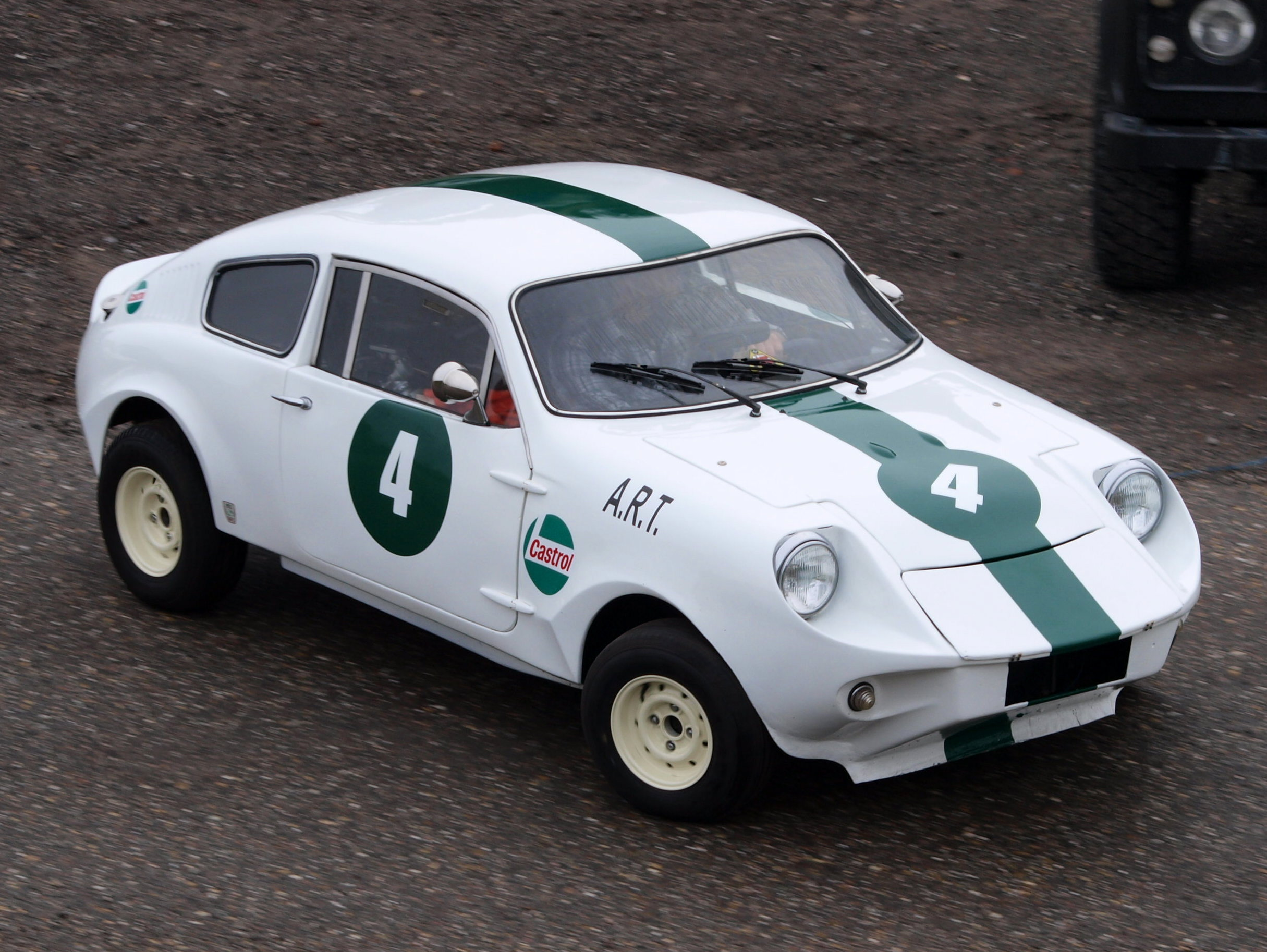
Mini Marcos
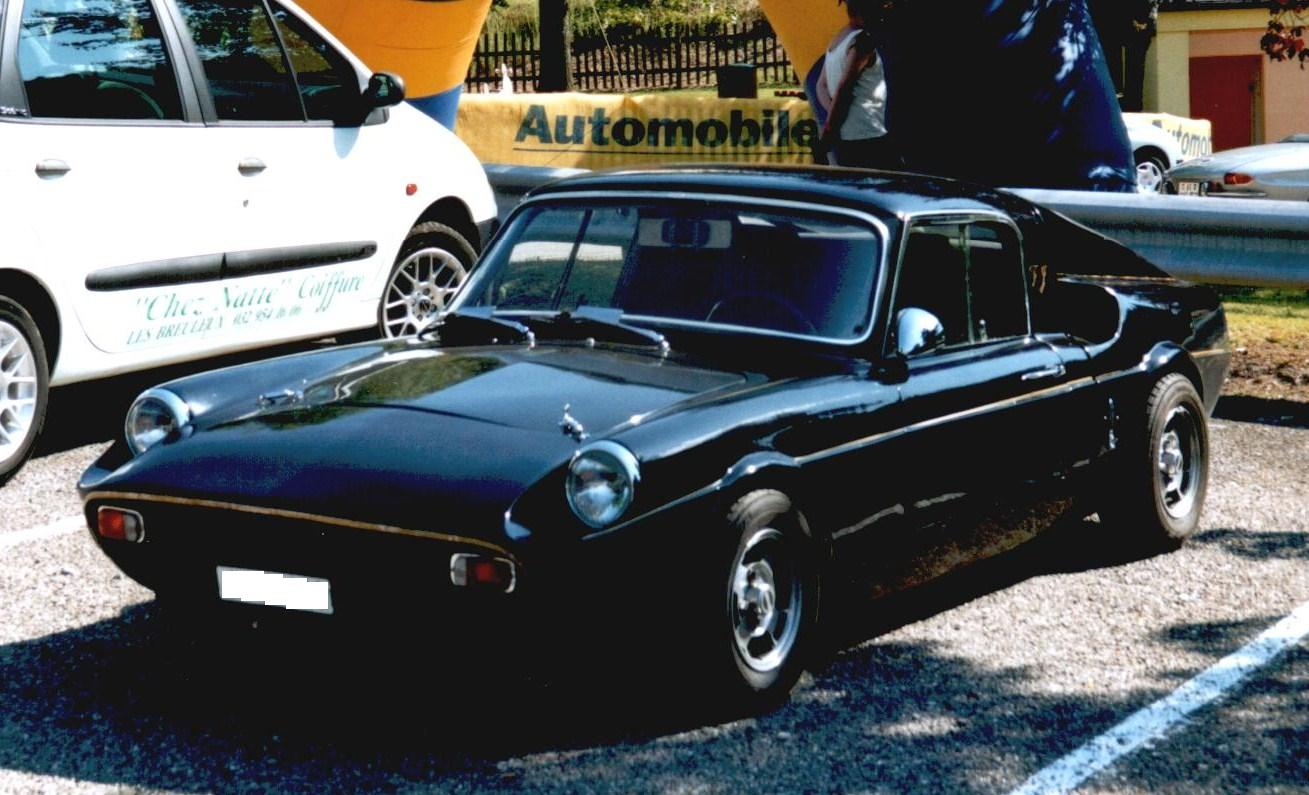
Unipower
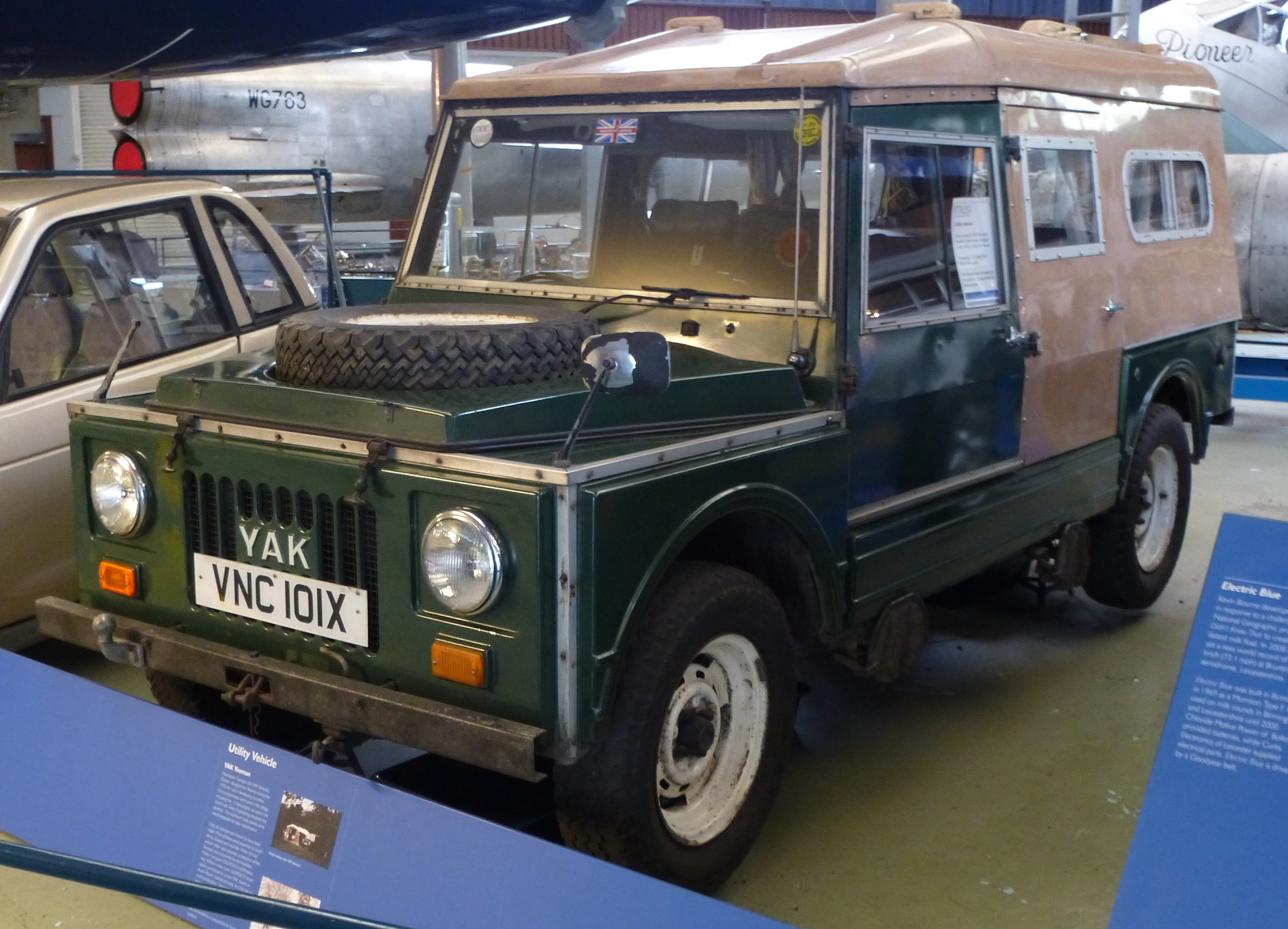
Yak Yeoman von Manchester Garages

## MINI – der stilistische Nachfolger
2001 entstand unter dem Eigentümer BMW eine „Neuauflage“ des Mini als MINI, der deutlich länger, breiter und höher ist und nur formal auf das Vorbild anspielt. Nach der Übernahme verschiedener englischer Marken (Rover, MG und Land Rover) inklusive des Modells Mini, von denen allerdings mittlerweile nur noch Mini zu BMW gehört, wurde im Rover-Werk Longbridge die Produktion des neuen Mini vorbereitet. Nachdem der neue Mini zu einem Großteil durch Rover entwickelt worden war, wurde kurz vor der Trennung von Rover die technische Entwicklung bei BMW in München angesiedelt. Die Produktionslinien des Rover 75 in Oxford im alten Morris-Werk Cowley mussten nach Longbridge umziehen, während die Mini-Produktion nach Cowley kam. Cowley wurde dann in BMW Works Oxford umbenannt und für die Produktion des aktuellen Mini modernisiert.

## Mini Remastered

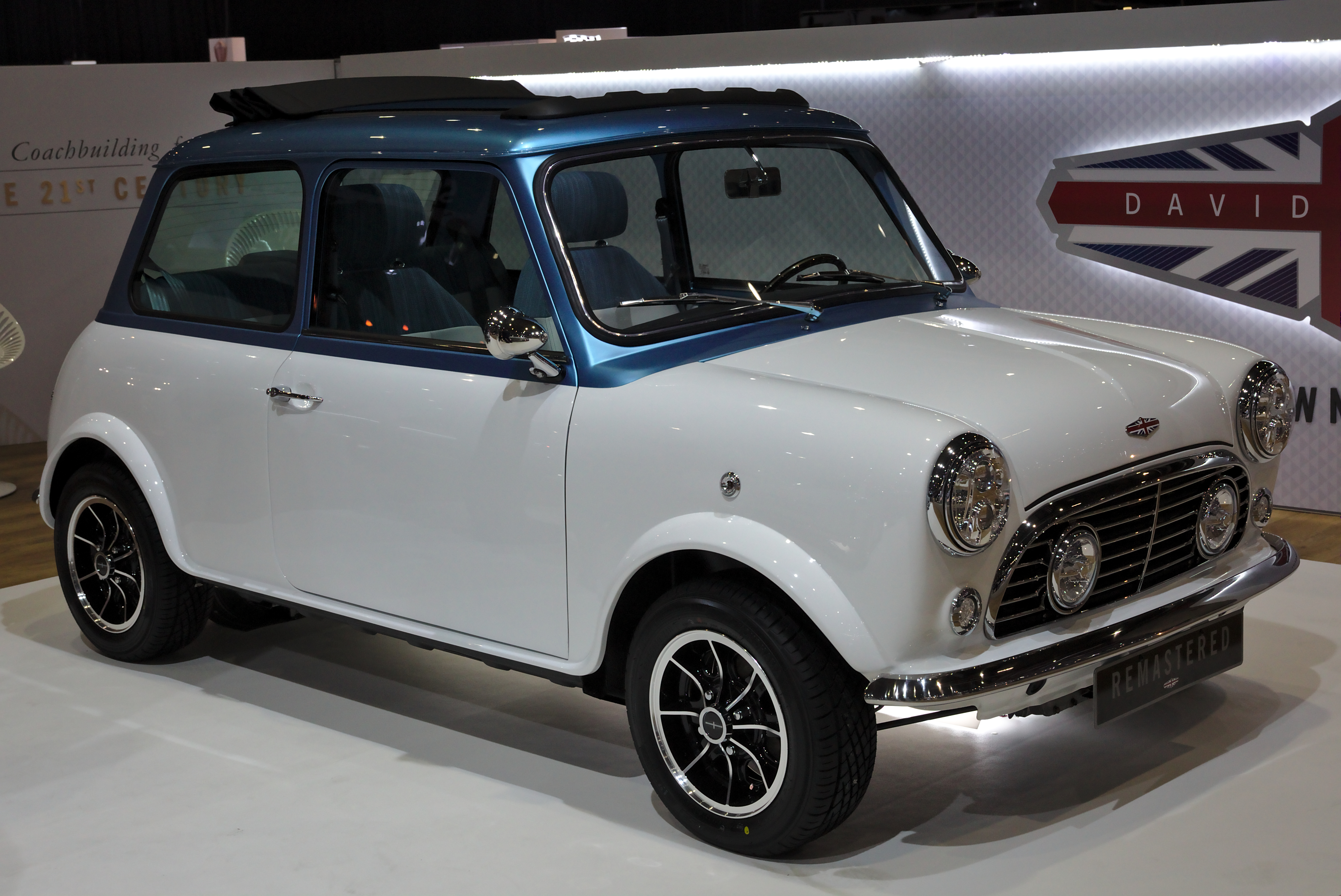
David Brown Mini Remastered

Der britische Automobilhersteller David Brown Automotive bietet seit 2017 den Mini Remastered an, dessen Design an den Mini angelehnt ist.